# Zastava
Le groupe Zastava (serbo-croate : Застава / Zastava) était une entreprise d’État yougoslave, qui regroupait plusieurs entités industrielles variées. Afin de faciliter la privatisation de chaque branche, le groupe a été transformé en holding. Les principales divisions comprenaient : 
- Zastava Automobili : Fondée en 1953 sous le nom de Zavodi Crevna Zastava, cette filiale était le constructeur automobile yougoslave, devenu Застава Аутомобили (Zastava Automobili), filiale du géant italien Fiat Group Automobiles S.p.A. .
- Zastava Arms : Fabricant d'armes, cette entité est restée indépendante.
- Zastava Kamioni : Créée en 1969, cette division était spécialisée dans la construction de camions et qui était fortement liée à IVECO la branche poids lourds du groupe Fiat, jusqu'en 2017.
- Zastava Autobusi : Constructeur d'autobus, dépendant de Zastava Kamioni, qui a opéré sous licence Fiat Bus puis IVECO jusqu'en 2017.
- Autres activités industrielles : Ces branches ont été vendues en 2000, après la fin de la guerre de Yougoslavie et la levée des sanctions.

## Histoire de Zastava Automobili /Yugo
Les premiers véhicules fabriqués dans l'usine d'État de Kragujevac, alors spécialisée dans l'armement, étaient quatre cents camions Chevrolet, produits à la fin des années 1930 pour l'armée yougoslave. À cette époque, l'usine était connue sous le nom de "Vojno-Tehnicki Zavod" (Usine Technique des Armées). Quelques camions de cette série ont été fabriqués jusqu'en 1941.
Après la Seconde Guerre mondiale l'usine est rebaptisée Zavodi Crvena Zastava (Usine Drapeau Rouge). Au début des années 1950, des discussions sont engagées avec Willys-Overland, alors propriété de Chrysler, pour assembler des Jeeps Willys, mais ce projet échoue, et seulement 162 unités sont produites.
En 1953, un appel d'offres international est lancé pour trouver un constructeur capable de céder une licence pour produire localement des véhicules destinés à motoriser la Yougoslavie. Les produits de plusieurs constructeurs présélectionnés, dont Willys, les britanniques Rover et Austin, les français Renault et Delahaye et les italiens Alfa Romeo et Fiat. Fiat remporte l'appel d'offres avec un score de 100 points, loin devant Renault et Alfa Romeo.
Des négociations sont alors engagées avec le constructeur italien Fiat S.p.A. et le 12 août 1954, un accord de coopération technique et financière est signé entre le gouvernement yougoslave du  maréchal Tito et les dirigeants de Fiat S.p.A. . L'assemblage des modèles Fiat Campagnola AR.53, Fiat 1100 B et Fiat 1400 commence dans les trois mois suivant cet accord, dans des ateliers réaménagés. La construction d'une nouvelle usine à Kragujevac, selon les plans de Fiat Engineering et avec son aide financière, est aussitôt engagée. En 1955, Zastava acquiert les licences de fabrication pour la  Fiat 600 dont l'assemblage commence le 18 octobre 1955. En 1954, 55 Fiat-Zastava 1400 sont assemblées, 805 en 1955 et 1 069 en 1956. En 1958, la production totale de Zastava atteint 3 596 unités. La production locale ne débute réellement qu'en 1955, l'usine se contentant auparavant d'assembler des véhicules en CKD.

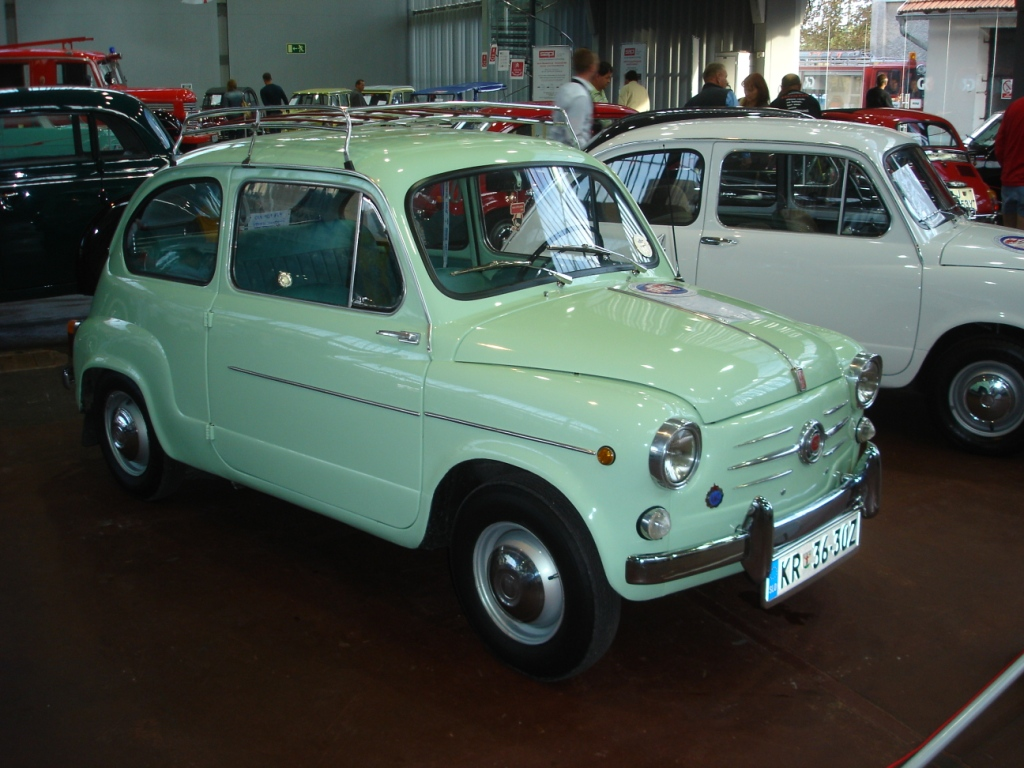
Zastava 600 1re série

Le 18 octobre 1955, Zastava lance la fabrication de la Zastava 600, qui sera surnommée fica. C'est la copie conforme de la Fiat 600 D italienne. Zastava propose plusieurs variantes, dont les Z-750, 750-M, 750-S et la Z-850, portant le code usine "100". La production de ce modèle, qui rencontre un succès indéniable, se poursuit jusqu'au 18 novembre 1985, avec un total de 923 487 exemplaires fabriqués.
En 1955, première année complète d'activité pour ce nouveau constructeur automobile, la production de Zastava s'élève à 1 044 exemplaires.

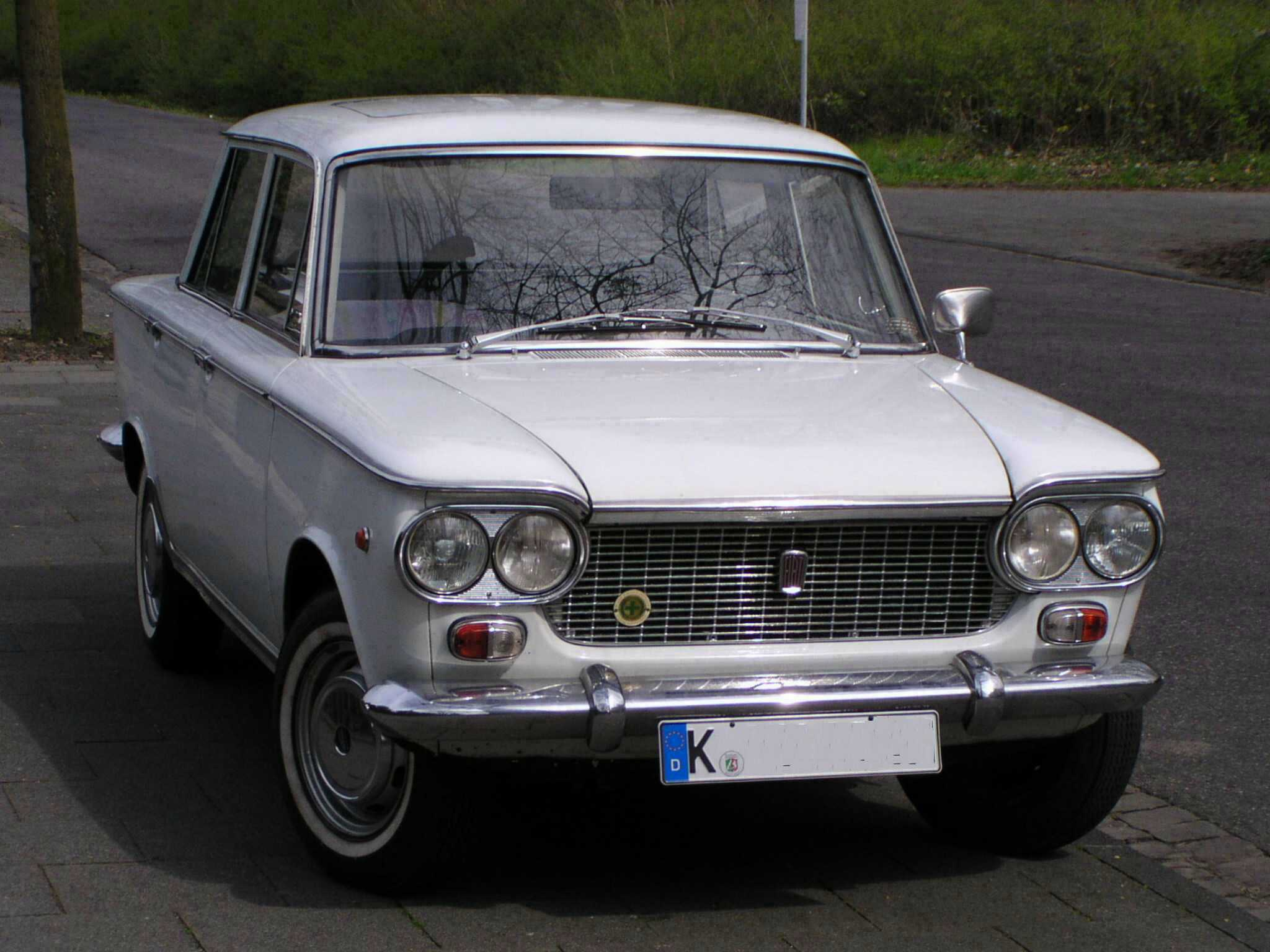
Zastava 1300

En 1961, Zastava lance la production locale de la Fiat 1300/1500, connue sous le nom de Zastava 1300, dans ses versions berline et break. Ce modèle, plébiscité par les automobilistes comme la « meilleure voiture jamais fabriquée sur le sol yougoslave », restera en production jusqu'au 20 décembre 1979, avec  un  total  de   201 160 exemplaires fabriqués.
L'année 1965 marque un tournant pour le constructeur yougoslave, qui obtient l'autorisation de Fiat d'exporter ses véhicules sous licence. Ainsi, 6 000 voitures sont expédiées vers la Pologne.
En 1968, Zastava renouvelle ses accords de support technique et de licence avec Fiat. Ce dernier prend une participation financière dans l'entreprise, garantissant une assistance technique et financière pour augmenter la capacité de production de 85 000 à 130 000 véhicules par an. À cette occasion, la branche poids lourds et autobus de Zastava devienent des sociétés indépendantes, Zastava Kamioni, qui établit de nouveaux partenariats avec Fiat V.I. Un accord de cession de licence est signé pour un camion de quatre tonnes, l'OM 40, remplaçant  l'OM Leoncino dénommé Zastava 635. Parallèlement, la fabrication des véhicules utilitaires est transférée à la filiale Zastava Specijalni Automobili, qui opère dans la nouvelle usine de Sombor.
Le 16 mai 1971, Zastava présente avec fierté le premier modèle conçu en interne : la Zastava 101. Dérivée de la Fiat 128, elle se distingue par son hayon arrière, contrairement à la Fiat qui possède un coffre classique. Au total, 1 273 532 exemplaires seront fabriqués, et elle sera par la suite commercialisée sous le nom de Skala 55. La production de la Zastava 128, une copie conforme de la Fiat 128 italienne en version quatre portes, débute le 16 mai 1980 à l'usine de Kragujevac après l'arrêt de sa fabrication en Italie.Une des trois lignes de production est transférée à Kragujevac, où 228 274 exemplaires sont produits, dont plus de 88 000 sont exportés en CKD à destination du constructeur égyptien Nasr depuis toujours lié à Fiat et ses satellites, pour l'assemblage local. La Z.128 est livrée à raison d'environ 5 000 exemplaires par an en Égypte.
Le 15 décembre 1975, Zastava célèbre la sortie de sa millionième voiture particulière sous licence Fiat.

Logo Yugo

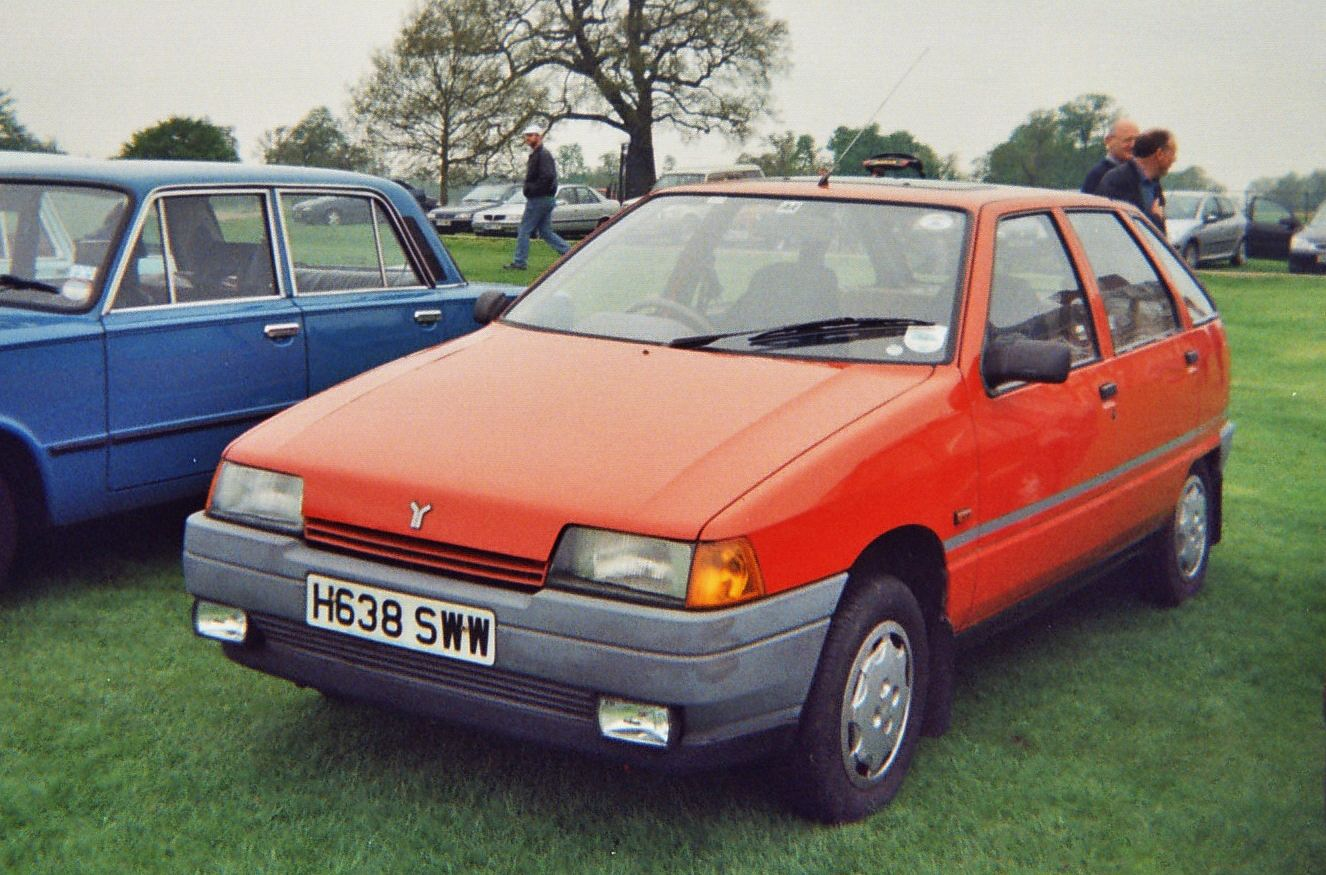
Yugo Florida renommée Sana sur certains marchés

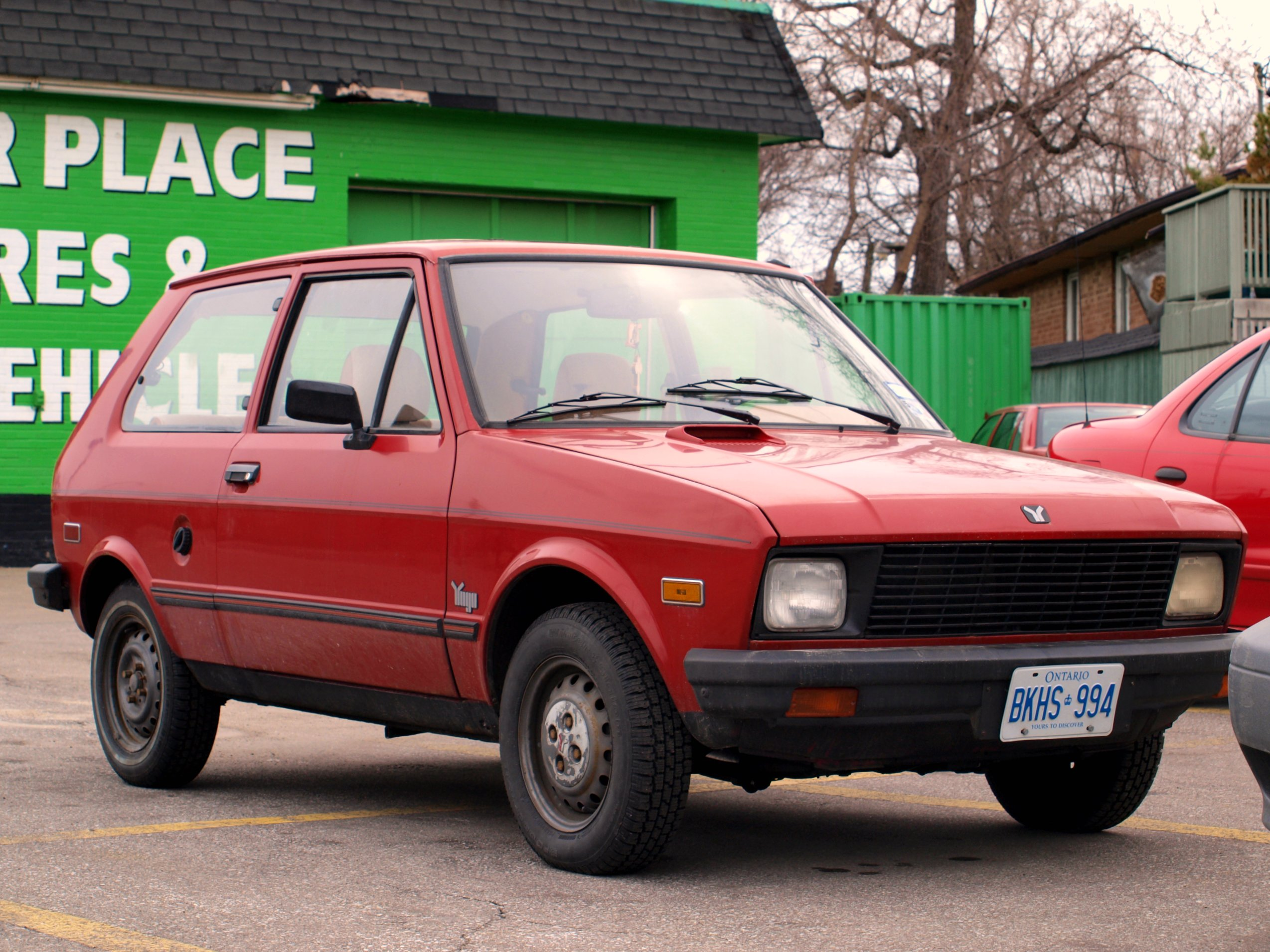
Yugo Koral au Canada

## La marque Yugo
À partir du 2 octobre 1980, avec le lancement de la Yugo 45, et jusqu'en 2002, toutes les automobiles Zastava portent le nom Yugo.
À la suite d'une étude de marché, Zastava décide de commercialiser ses produits sous la marque YUGO, dont le logo est un simple "Y". La Z-102, modèle dérivé de la Fiat 127 avec une carrosserie modifiée, est ainsi commercialisée sous le nom de Yugo 45. Ce modèle connaît un immense succès, même aux États-Unis, où il est perçu comme un véhicule compact et pratique, avec 145 511 exemplaires vendus. L'importation de la Yugo 45/Koral aux États-Unis est initialement assurée par Miro Kefurt, un homme d'affaires américain, mais il cède sa société "Yugo Cars Inc." à Malcolm Bricklin, qui modifie le véhicule pour répondre aux normes américaines, notamment en remplaçant le moteur Fiat de 903 cm³ par un moteur de 1 116 cm³. La Yugo 45 devient alors la voiture la moins chère du marché américain, affichée à 3 990 dollars, bien en dessous de la Hyundai Excel à 5 200 dollars (valeur de 1985). Cependant, l'importation est brusquement interrompue en raison des sanctions internationales imposées en 1992.
Le 19 février 1987, Zastava lance la Z-103, la Yugo Florida, une berline au design moderne. D'abord équipée du nouveau moteur de la Fiat Tipo de 1 372 cm3, elle sera ensuite dotée de l'ancien moteur de 1 116 cm³  de  la      Z-101, puis d'un moteur de 1 581 cm³ et d'un diesel de 1 714 cm³ provenant de Fiat Italie. La production de ce modèle rencontre des difficultés, et il faudra plus de deux ans avant qu'il ne soit fabriqué en série.
En 1988, Zastava commence l'assemblage de la Fiat Uno pour le marché intérieur, un modèle qui restera en production jusqu'en 1994. Cependant, il ne rencontrera pas le succès escompté en raison de la concurrence interne avec la Yugo 45, vendue à un prix beaucoup plus bas. Au total, seulement 2 620 exemplaires seront assemblés.
L'année 1989 est marquée par un événement significatif : le 20 septembre, Zastava célèbre la production de sa   3 500 000e voiture. La production de cette année-là atteint 180 950 unités, auxquelles s'ajoutent 42 614 exemplaires assemblés sous licence à l'étranger, ainsi que 4 827 camions produits par Zastava Kamioni.
En 1990, fort du succès de ses modèles Z 101, Z 102, et Z 103, Zastava commence à étudier la conception de la   Z 104, un modèle dérivé de la Yugo Florida, une berline classique à 5 portes. Malheureusement, ce projet ne verra jamais le jour en raison de l'embargo imposé par l'ONU en 1991, qui étrangle l'économie yougoslave, alors que le pays est en proie à des conflits armés avec ses voisins, notamment la Bosnie-Herzégovine, la Croatie et la Slovénie.
En 1992, la production de Zastava chute à 24 000 automobiles, soit un dixième de son potentiel. En 1993, seulement 700 véhicules sortent de l'usine de Kragujevac.
En 1994, Zastava cherche de l'aide auprès de Fiat, à qui elle doit plus de 75 millions de dollars en fournitures et licences impayées. Dans l'espoir de créer une société mixte, Zastava entame des discussions avec d'autres constructeurs, notamment Renault, PSA et Daewoo, mais se concentre finalement sur les négociations avec le Groupe PSA.
En 1997, la production redémarre légèrement, atteignant 11 124 automobiles, dont 900 véhicules commerciaux et 200 camions, tous construits sous licence Fiat.
En 1999, juste avant la signature d'un contrat de coopération avec le Groupe PSA pour fabriquer un modèle Peugeot, l'usine de Kragujevac subit deux bombardements par l'OTAN, les 9 et 12 avril, qui détruisent presque entièrement l'outil de production. Le gouvernement serbe décide alors de reconstruire ce qui peut l'être, et la production reprend péniblement au début de l'année 2000, avec 12 782 voitures fabriquées, utilisant quelques moteurs Peugeot dans certaines versions, car le Groupe PSA a refusé de reprendre le contrat de coopération négocié avant les bombardements.

## La reprise des activités en 2002
Depuis la reprise des activités en 2002, toutes les automobiles produites ont repris le nom et le logo Zastava.
- Zastava Z10 - Fiat Punto II : après une longue période d'incertitude liée à l'embargo sur la Serbie et à la profonde crise financière traversée par le pays après le conflit armé, qui a conduit à l'arrêt total de la fabrication pendant plusieurs années à la suite des bombardements de l'usine de Kragujevac en avril 1999, Fiat et le gouvernement serbe parviennent à un accord pour redresser Zastava et rembourser une partie "symbolique" des 77 millions de dollars de dettes laissées par l'ancien régime.

En Décembre 2003, la dernière Zastava 128 assemblée sort de l'usine. Désormais, seuls des modèles en CKD seront exportés vers El Nasr en Égypte, où ils seront assemblés à un rythme de 3 000 exemplaires par an.
L'année 2004 voit l'intensification des négociations entre la direction de Zastava, le gouvernement serbe et Fiat Auto concernant la dette accumulée par Zastava envers le constructeur italien, qui dépasse 75 millions de dollars. Après de longues discussions, Fiat accepte d'effacer plus de 75 % de cette somme et de ne récupérer que 10 millions d'euros, à verser avant tout nouvel accord de transfert de technologie. Zastava souhaite fabriquer sous licence la Fiat Punto II de 1999 pour le marché local, à raison de 16 000 exemplaires par an. Le dernier versement de la somme convenue est effectué le 22 juin 2006, et Fiat fait livrer par sa filiale robotique COMAU, l'outillage nécessaire à l'équipement de la ligne d'assemblage de la Punto qui sera commercialisée sous le nom de Zastava Z-10. En attendant la fabrication locale, Fiat Auto Italie exporte 1 334 Punto vers la Serbie. Bien que le site yougoslave produise en 2008 sa 3 500 000e unité, la production de la Z-10 serbe n'a été que de 10 250 automobiles en 2006.
Ce n'est qu'en septembre 2004, après deux ans de dures négociations, que Fiat signe un nouvel accord de coopération technologique avec Zastava, qui reprend son nom pour assembler la Fiat Punto II de 2003, sous la dénomination Zastava Z-10 by Fiat. Un atelier de l'usine de Kragujevac est entièrement reconstruit et équipé d'une chaîne de montage Fiat. L'assemblage de la voiture débute le 16 juillet 2007, à un rythme de cent exemplaires par jour. Les 1 334 premiers exemplaires de la Fiat Punto, commercialisés dans les Balkans sous le nom de Z-10, ont été fabriqués à Turin en attendant la mise en production du modèle en Serbie.
Dès mars 2007, le nouvel atelier de fabrication de la Z-10 est opérationnel, et les ouvriers serbes ont été formés sur les chaînes Fiat de l'usine turinoise de Mirafiori.
Le 4 juin 2007, la première Fiat Punto II, rebadgée Zastava Z-10, sort des nouveaux ateliers reconstruits de l'usine de Kragujevac. Zastava cesse d'acheter les moteurs de PCM, bien que des études sur l'implantation d'un moteur diesel PSA soient encore en cours.
Zastava reprend son essor, et ses dirigeants espèrent obtenir de nouveaux transferts de fabrication de la part de Fiat Auto S.p.A. Ils discutent de la possibilité d'assembler deux nouveaux modèles, le Fiat Doblò et son remplaçant, ainsi que la future Fiat Novo Uno brésilienne.
En 2007, le gouvernement serbe lance un appel d'offres pour la privatisation totale de Zastava. De nombreux constructeurs européens et asiatiques manifestent leur intérêt, dont Fiat, Volkswagen et General Motors, avec qui Zastava a signé un accord de licence pour produire localement des Opel Astra G. Bien que le projet ait avancé avec des tests industriels à l'usine de Kragujevac, il est finalement abandonné.
Le 30 avril 2008, Fiat a signé un accord avec le gouvernement serbe pour reprendre 70 % de Zastava Automobili. L'usine de Kragujevac devait être entièrement restructurée et modernisée avec un investissement de 700 millions d'euros. Un second modèle était prévu pour être mis en production d'ici la fin de l'année 2008, et un nouveau modèle, probablement la future Fiat Nuova Topolino, devait être construit en Serbie dès 2010, avec un objectif de production de 300 000 véhicules par an.
Les ateliers Zastava ont arrêté toute production le 22 novembre 2008, mais ont repris leurs activités après une restructuration de l'outil de production, sous l'égide de Fiat Auto, nouveau propriétaire de l'usine et de la marque, le 2 mars 2009. La production du modèle Punto Classic, sous la marque Fiat, a commencé à un rythme de 2 000 exemplaires par mois, mais l'usine ne conservait que 600 ouvriers dans l'usine de Kragujevac, devenue Fiat Automobili Srbija (Fiat Automobiles Serbie). En janvier 2011, la société Zastava Automobili a disparu définitivement, et l'entreprise est devenue une filiale du groupe FCA, sous le nom de Fiat Srbija (Fiat Serbie). La majorité des anciens salariés de Zastava Automobili a été licenciée par le gouvernement serbe.
Le 22 octobre 2010, Fiat Automobili Srbija célèbre la production de la 30 000e Fiat Punto Classic dans la nouvelle usine Fiat de Kragujevac. La dernière Punto Classic sort des chaînes de l'usine en 2011. En 2012, Fiat lance la fabrication d'un nouveau modèle monospace en Serbie, Fiat 500L.
Après des années d'incertitude quant à l'avenir de l'usine, Stellantis (l'entité succédant à Fiat Chrysler Automobiles à la suite de sa fusion avec PSA) a signé en mai 2022 un accord d'investissement de 190 millions d'euros avec le président serbe Aleksandar Vučić. Cet accord visait à produire un véhicule électrique dans l'usine de Kragujevac, avec un lancement prévu pour 2024. En 2025, la production de ce véhicule électrique a effectivement débuté, marquant une étape importante pour l'usine et pour l'engagement de Stellantis envers la transition vers des véhicules plus durables.

## Les modèles Fiat construits par Zastava

### Les automobiles Zastava & Yugo
- Campagnola AR-53 : le 17 novembre 1954 la première Fiat Campagnola AR-53, un tout-terrain utilisé par l'armée italienne sort de l'usine serbe. La production se poursuit jusqu'en 1962 et 9 089 exemplaires y sont assemblés puis fabriqués. Le modèle est remplacé par la très moderne Campagnola 1107 - AR-76.
- Zastava 1400 : la première berline Fiat 1400 est assemblée le 26 août 1954. Quelques modèles Fiat 1900 ont également été produits. Au total ce sont plusieurs dizaines de milliers de ces luxueuses voitures qui furent fabriquées.
- Zastava 1100 B : plusieurs dizaines de milliers de Fiat 1100 D (1956) ont été assemblées par Zastava à partir de 1957. La 1100 B est remplacée en 1961 par la 1100 E, version locale de la Fiat 1100 D (1962).
- Zastava 600 : présentée sur le marché yougoslave en 1955. Elle est renommée Zastava 750 en 1962, toujours strictement identique à la Fiat 600/750-D. Elle restera en fabrication jusqu'au 4 avril 2000, après une évolution en Z-850 en 1980. Au total ce sont 923 487 "fica" qui auront été fabriquées par Zastava en quarante-cinq ans.
- Fiat 1300/1500 : strictement identique à l'original italien présenté en 1961, la Zastava 1300, surnommée Tristać, est apparue en 1962 et restera en production jusqu'au 20 décembre 1979. Au total ce sont 201 160 Zastava 1300 qui ont été fabriquées. Une nouvelle usine sur le site de Kragujevac a été édifiée à cette occasion.
- Fiat 850 : un petit nombre de cette voiture a également été assemblé par Zastava.
- Zastava 101 commercialisée en France sous le nom Zastava 1100 en raison du monopole de Peugeot sur les numéros à trois chiffres comportant un zéro en leur centre, pour la désignation des véhicules automobiles ! Cette automobile était dérivée de la Fiat 128 et comportait un hayon à la manière de la Simca 1100. Ce fut la première fois que Zastava présentait un produit différent d'un original italien. Présentée le 16 mai 1971 au Salon de Belgrade, la Zastava 101 a connu un énorme succès dans son pays et dans beaucoup de pays de l'Est où elle a été largement exportée. Fiat n'a jamais voulu englober ce modèle dans sa gamme en raison de manques qualitatifs importants en regard de ses propres standards de fabrication. Elle subit d'importantes améliorations techniques au fil des ans, car sa fabrication a pris fin le 20 novembre 2008, après 1 273 532 exemplaires produits, sans compter les modèles exportés en CKD pour être assemblés en Égypte chez El Nasr, ainsi qu'en Éthiopie.
- Zastava 128 Skala: production locale de la Fiat 128 après l'arrêt de fabrication en Italie et transfert d'une des lignes de production en 1980. La fabrication a été arrêtée le 20 novembre 2008 après que 225 963 exemplaires soient sortis des chaines Zastava sur le site de Kragujevac dont une partie exportée en CKD vers l'Égypte.
- Zastava 125 PZ: version de la Fiat Polski 125P assemblée par Zastava à partir de 1970.
- Yugo 45: encouragés par le succès rencontré localement par la Zastava 101, les dirigeants de Zastava ont obtenu de la part de la direction de Fiat Auto l'aide technologique nécessaire pour créer une variante de la Fiat 127 mais dotée d'une carrosserie différente. Le 2 octobre 1980, la Z-102 est dévoilée au Salon de Belgrade aux côtés de la Zastava 128 et Zastava en profite pour inaugurer sa nouvelle marque Yugo. Fabriquée jusqu'au 20 novembre 2008 mais avec quelques retouches esthétiques et mécaniques, elle a été produite à 794 428 exemplaires. Une version cabriolet s'est fait remarquer aux États-Unis où elle a été largement exportée, à 145 511 exemplaires! À partir de 2002, elle a été remodelée et rebaptisée Zastava Koral.
- Yugo 103 Florida: les dirigeants de Zastava-Yugo qui avaient ouvert leur capitalisation à Fiat Auto à hauteur de 35 %, comme pour les camions, ont obtenu son aide pour concevoir un nouveau véhicule spécifique. Fiat livra, mais c'était leur choix, la maquette refusée par Fiat d'un projet élaboré par Giorgetto Giugiaro pour la Fiat Tipo. Fiat refuse, dans un premier temps, de livrer ses nouveaux moteurs qui équipent les Fiat Tipo. La Z-103 Florida va prendre beaucoup de retard dans sa mise au point et la carrière de la Tipo était bien avancée lorsque la Z-103 a été commercialisée. Fiat a alors fourni ses moteurs de dernière génération. La Z-103 Florida est restée en production jusqu'au 11 novembre 2008. Seulement 29 950 exemplaires de la berline ont été fabriqués.
- Zastava Z10: version locale de la Fiat Punto II produite à partir de mars 2007. Après le rachat de Zastava par Fiat en 2008, la voiture a été renommée Fiat Punto Classic.
- Fiat 500L: Après que Fiat ait entièrement reconstruit l'usine de Kragujevac, la Fiat 500L a été produite et commercialisée dans le réseau mondial Fiat. La production s'est arrêtée en 2022.

Depuis la fusion des groupes Fiat-Chrysler (FCA) et PSA (Peugeot-Citroën) et la création de Stellantis, le site de Kragujevac va être transformé pour la production de voitures électriques qui doivent être fabriquées à partir de 2024.

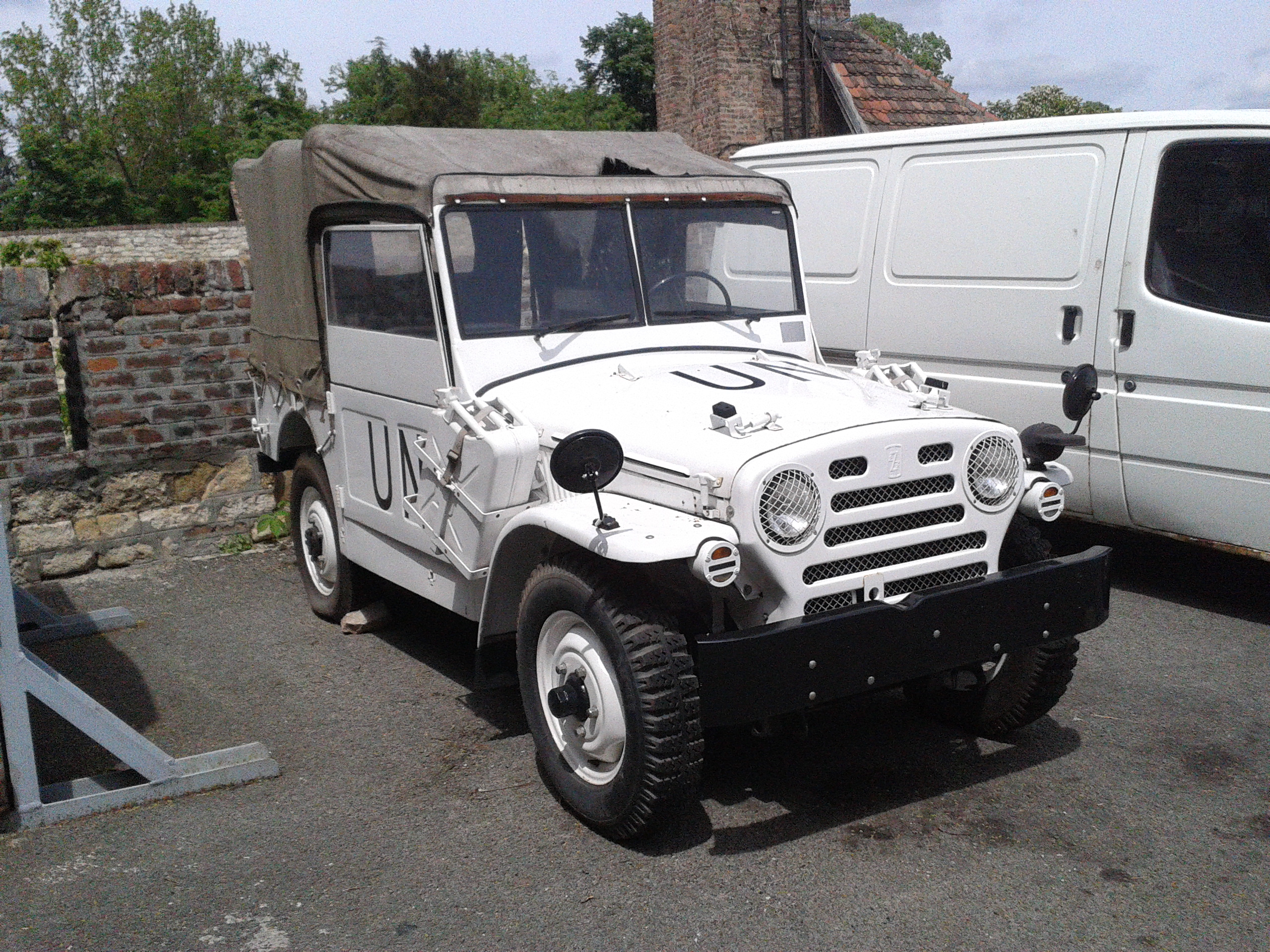
Zastava Campagnola AR-53
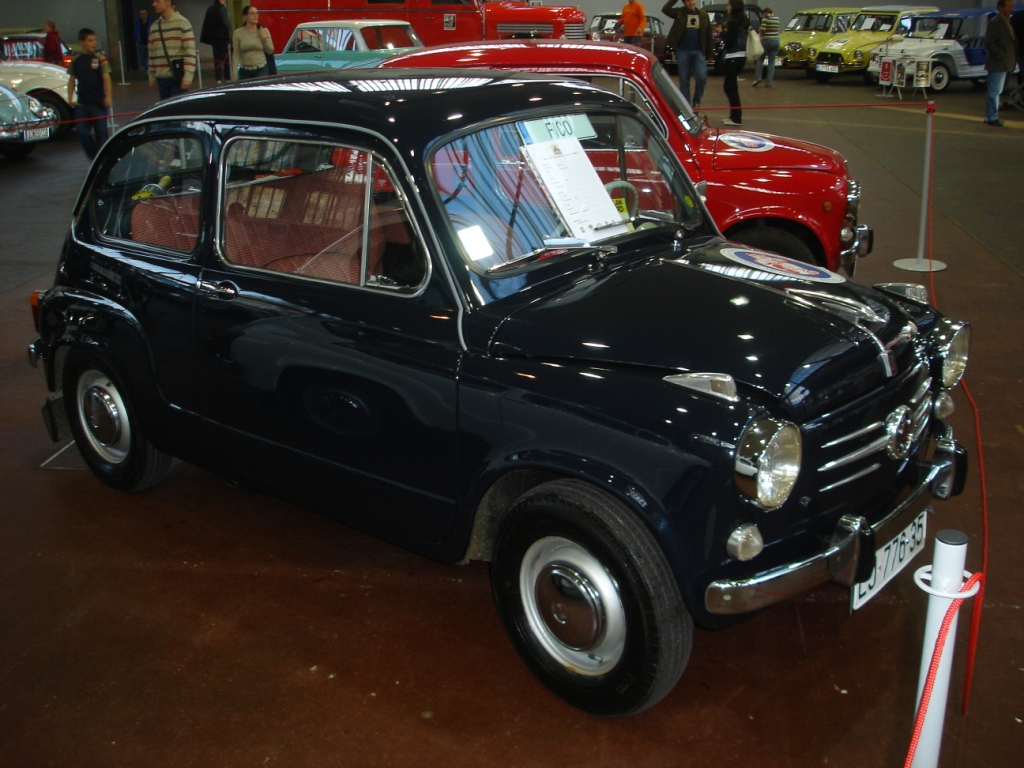
Zastava 600/750/850, variante yougoslave de la Fiat 600
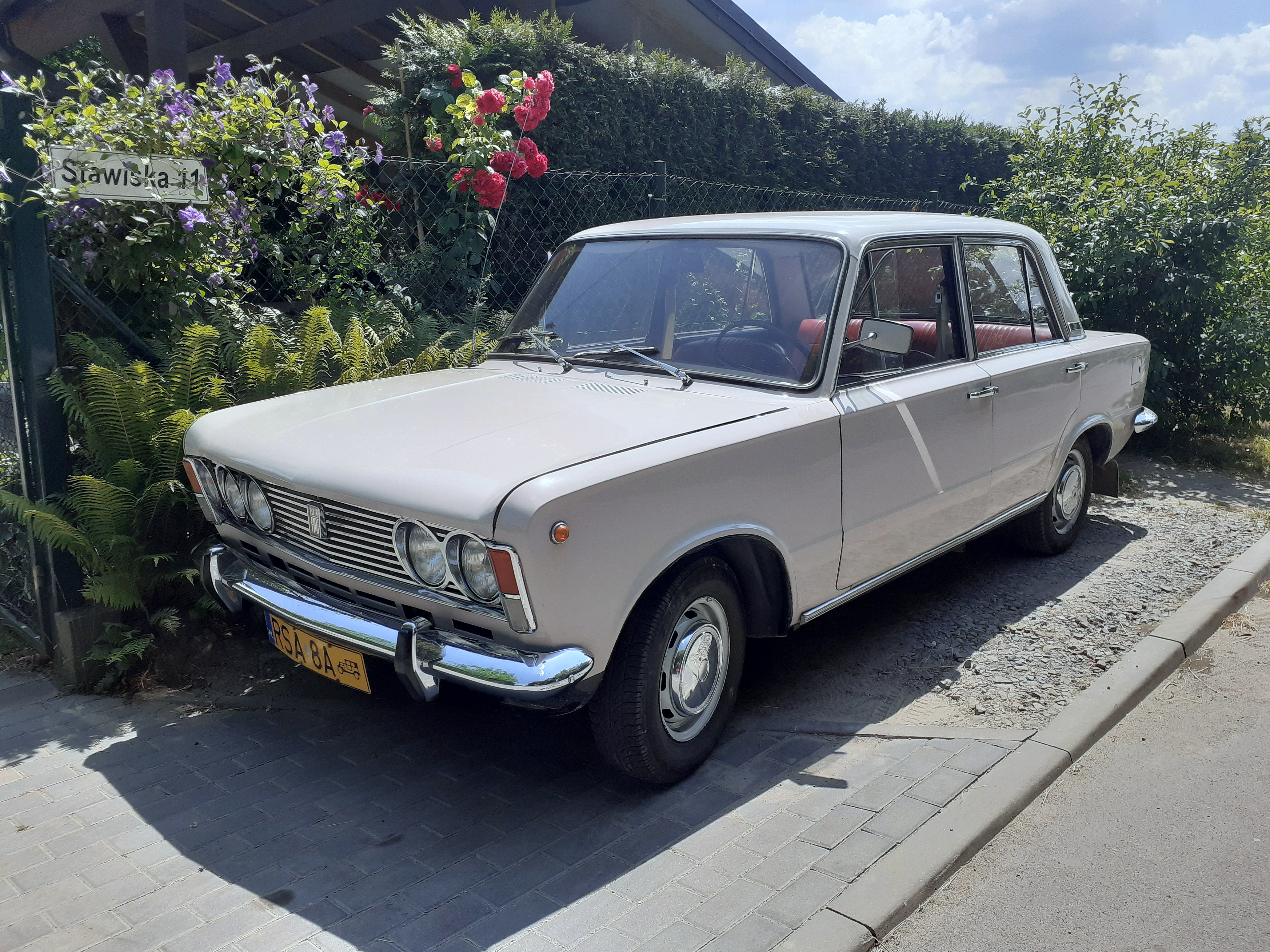
Zastava 125 PZ
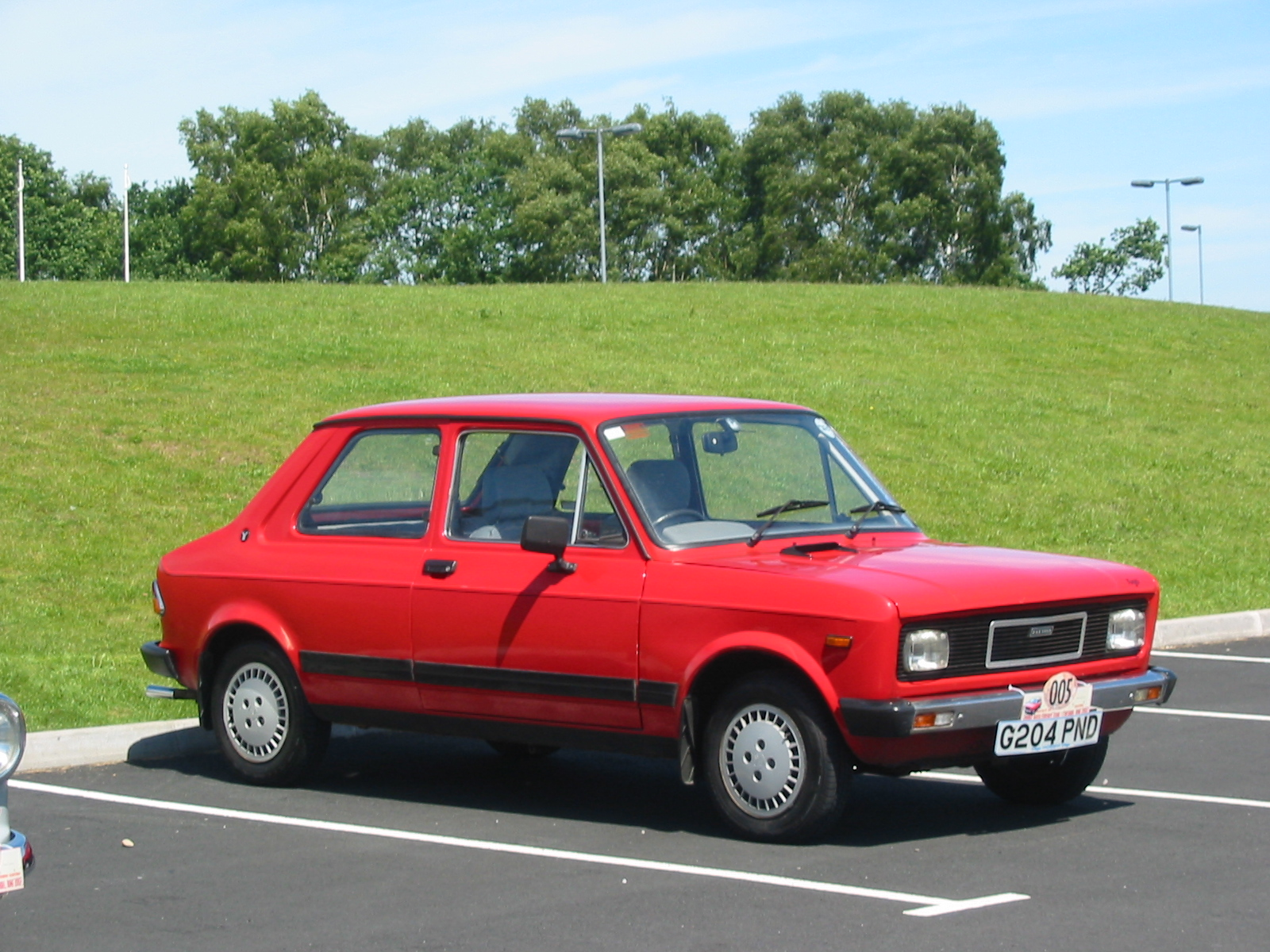
Zastava 101 Mediteran 3p, variante yougoslave de la Fiat 128 à hayon
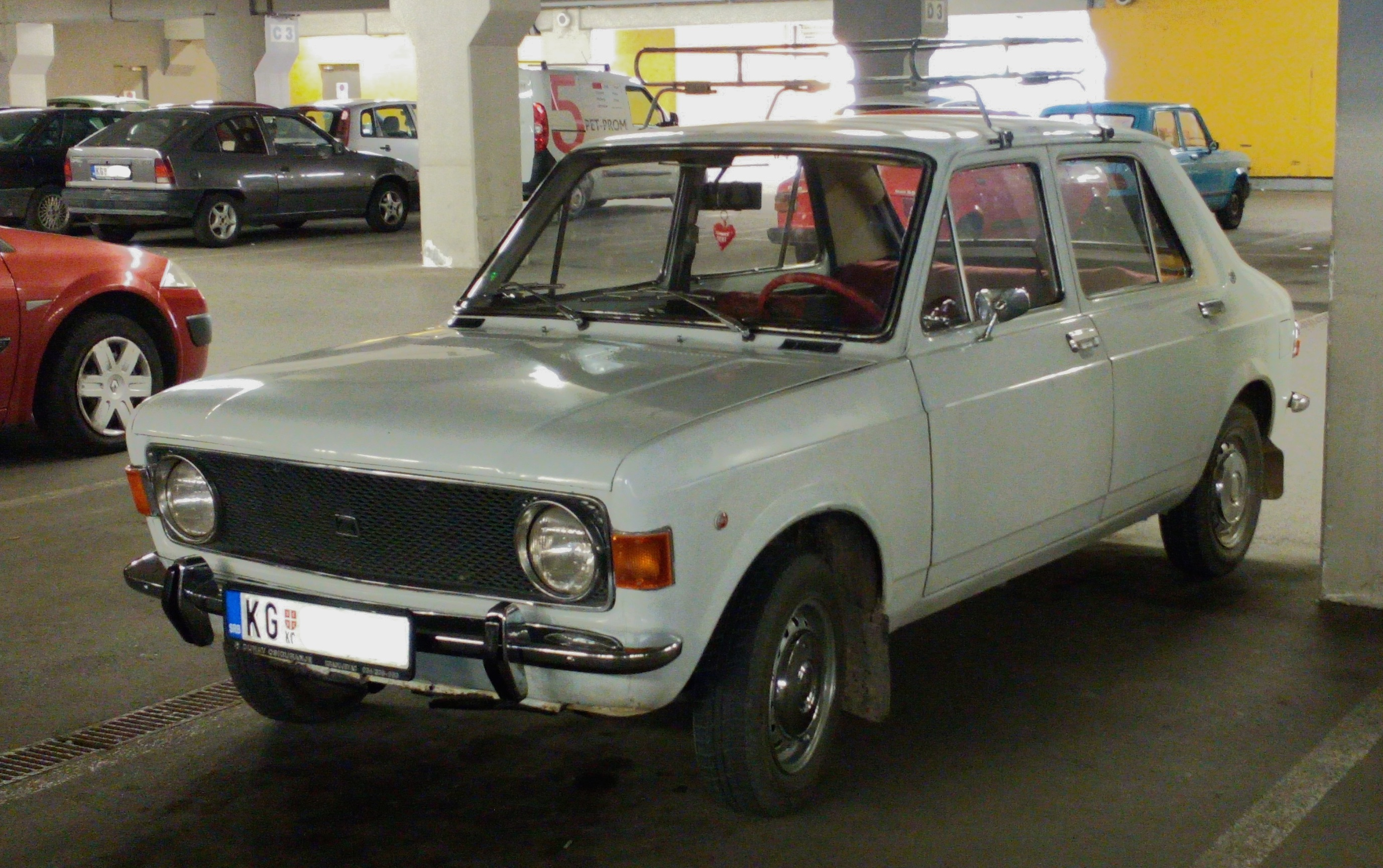
Zastava 101 (5 portes)
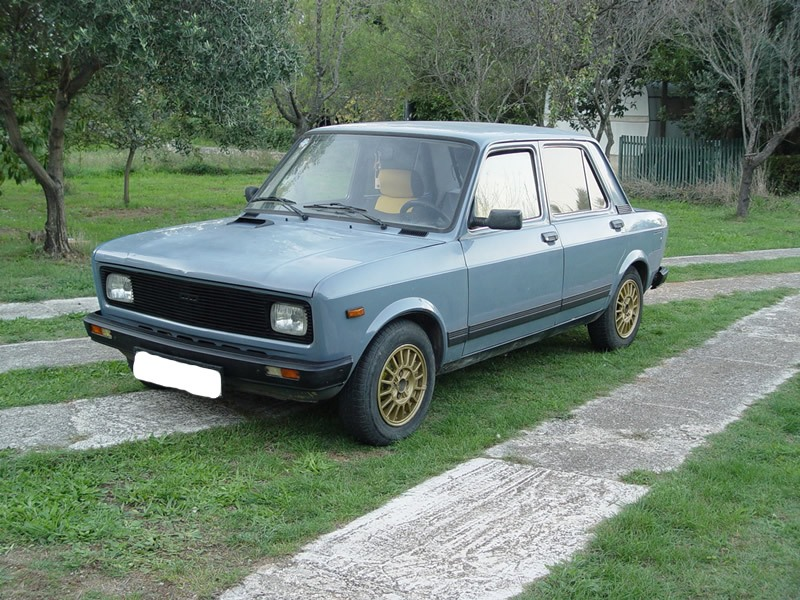
Zastava Skala 128, version yougoslave de la Fiat 128 3e série
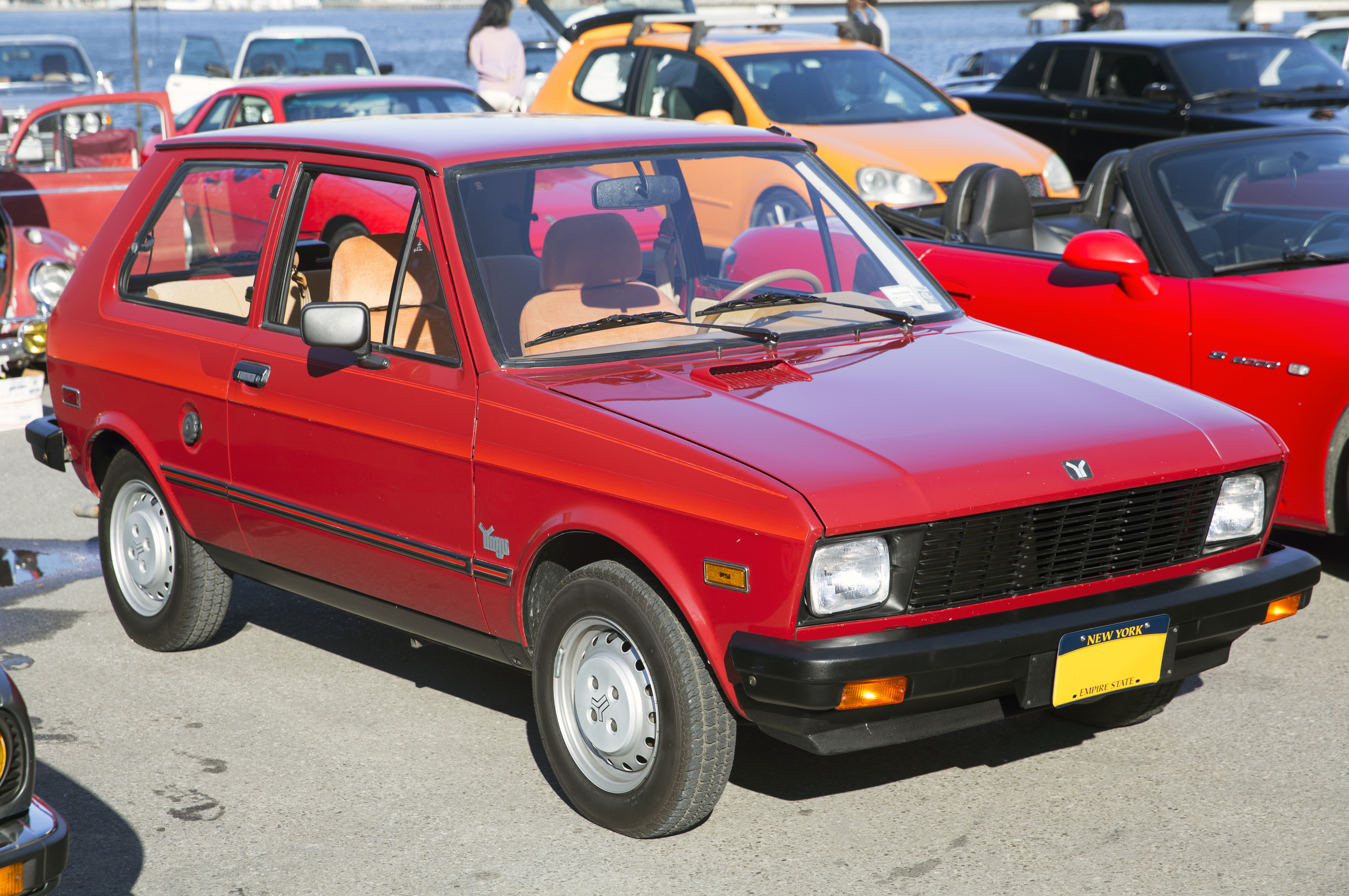
Yugo Koral 45/55, conçue sur la base de la Fiat 127
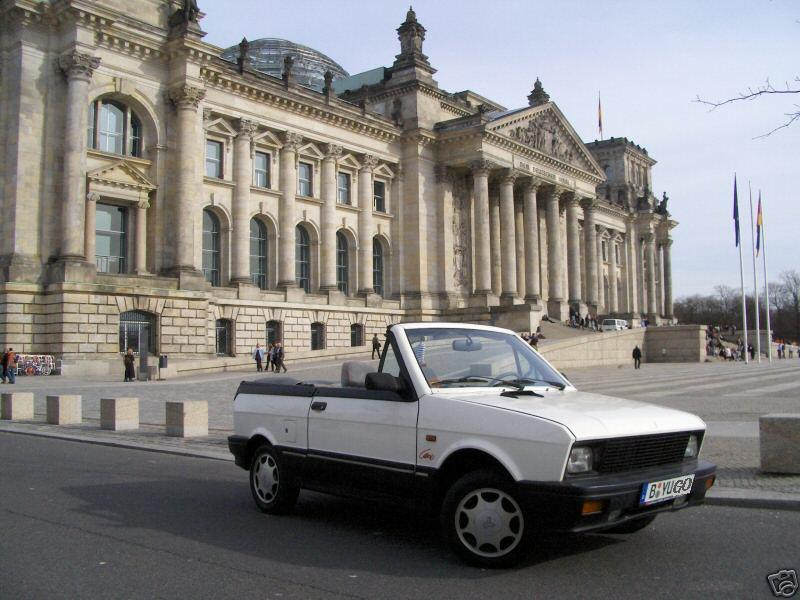
Yugo Cabrio, principal modèle exporté aux États-Unis
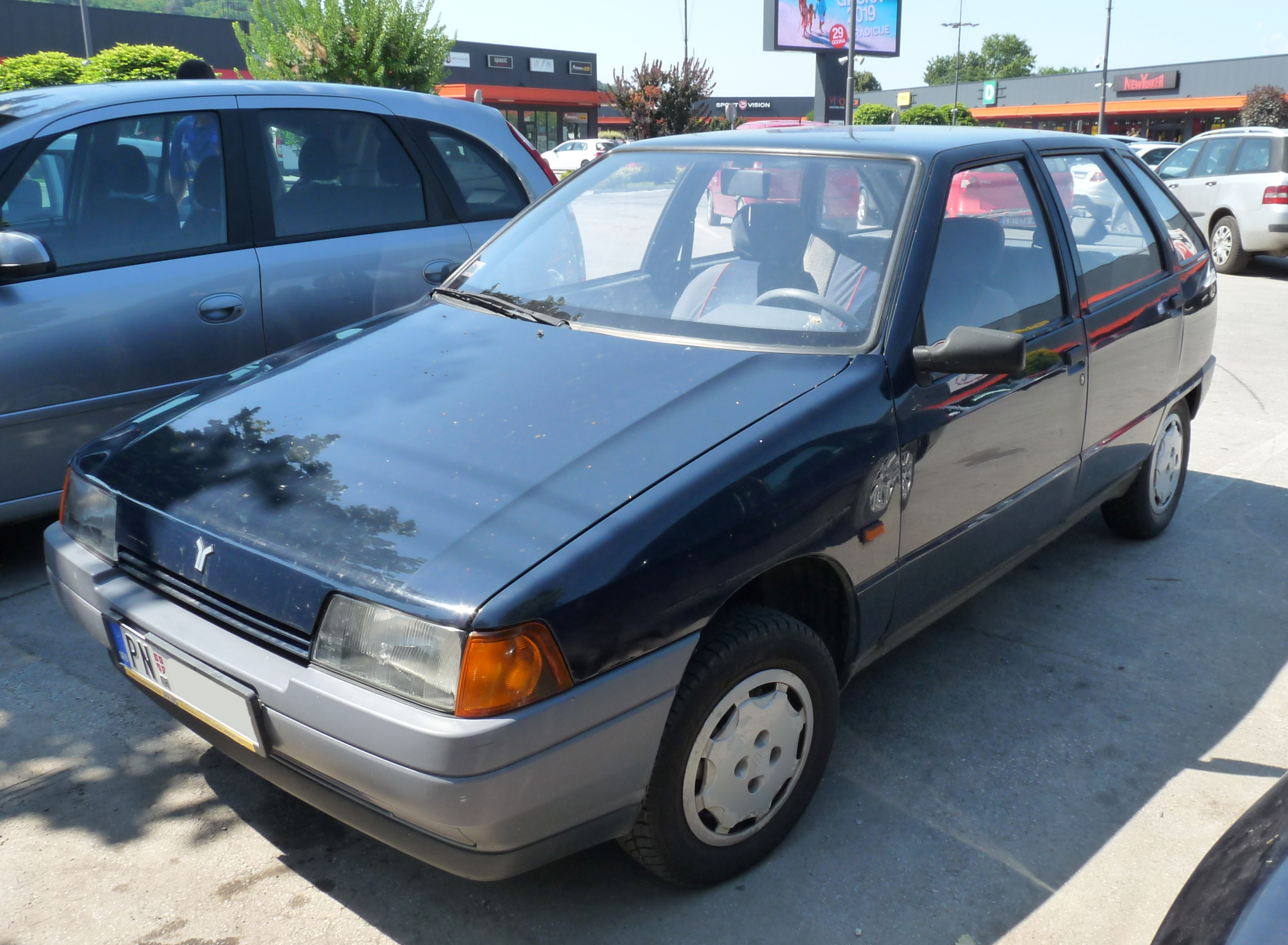
Yugo Florida 1.3 EFI (1re série 1988)
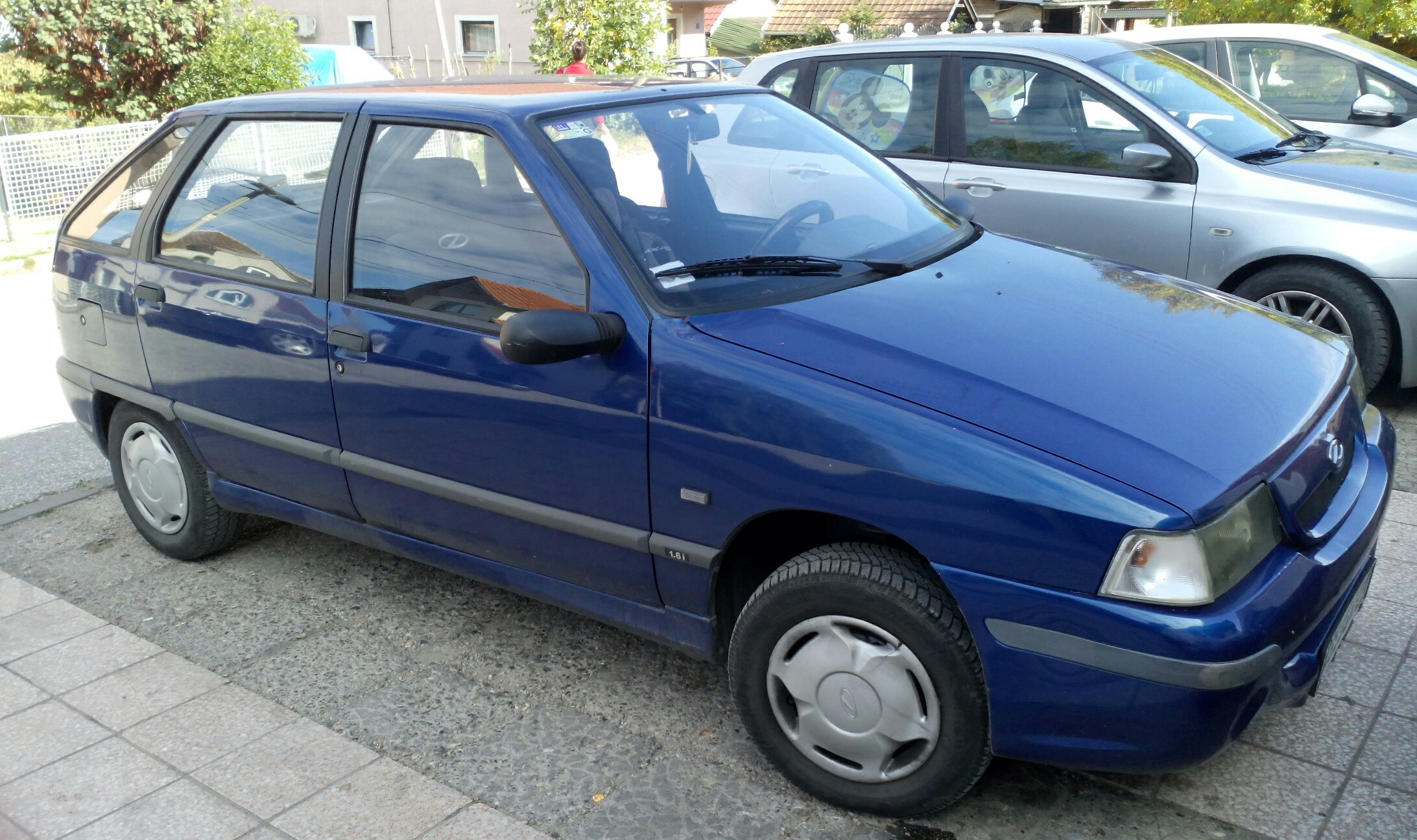
Zastava Florida In L 1.6i (2e série 2002)
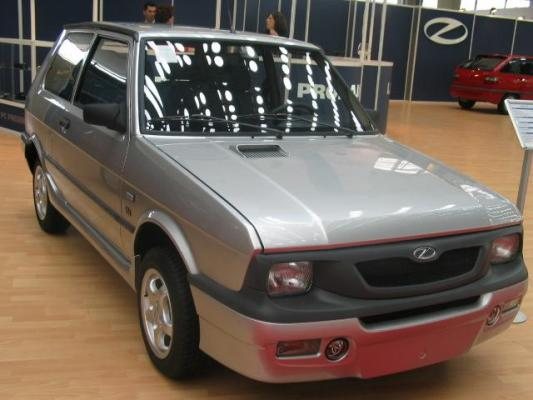
Yugo Koral 2e série restylée par Heuliez
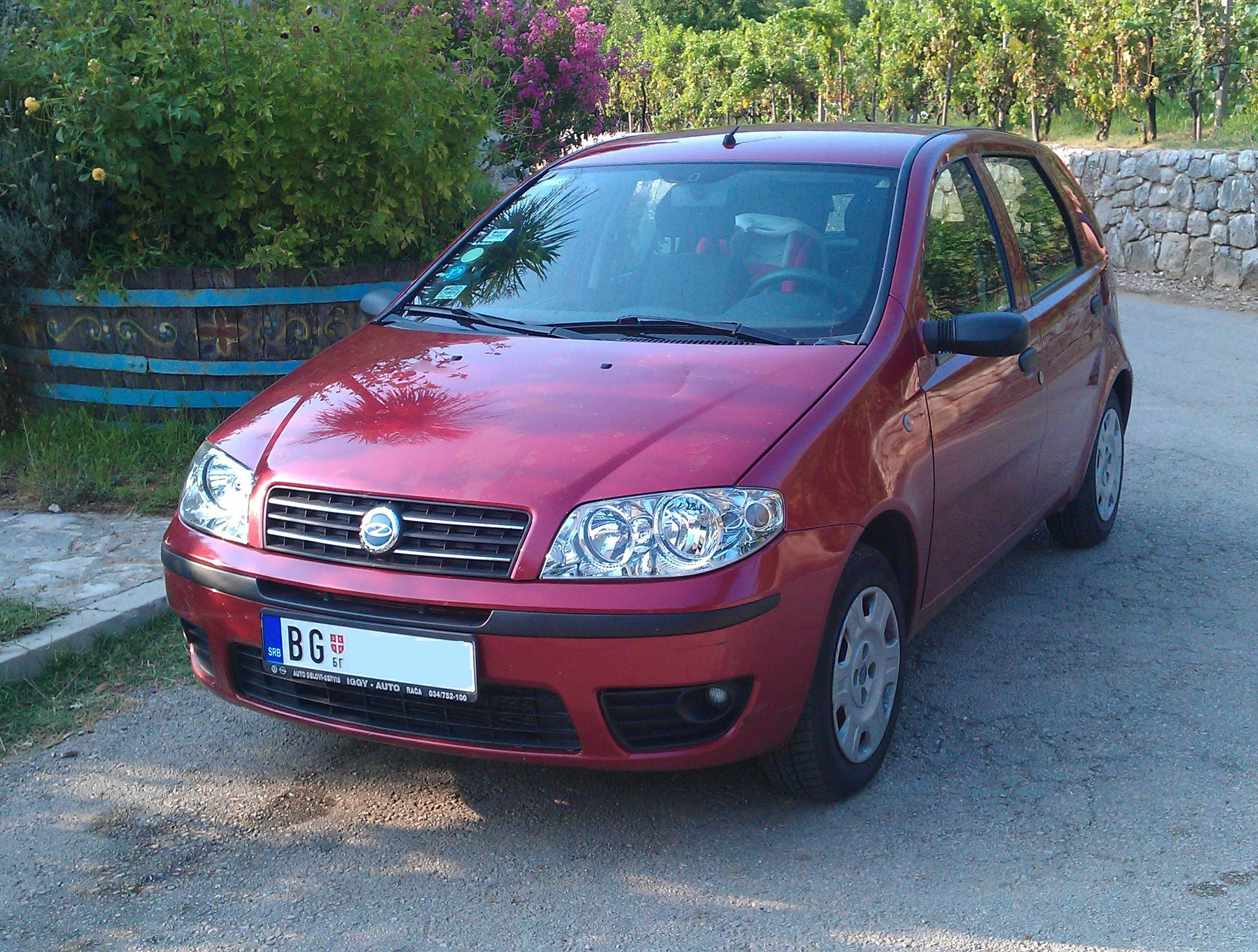
Zastava Z-10 Fiat Punto II

### Utilitaires Zastava Specijalni Automobili
Les véhicules utilitaires (commerciaux) ont été fabriqués par la division Zastava Specijalni Automobili (Zastava Commercial Vehicles) dans l'usine de Sombor jusqu'en 2010.
- Zastava 1100 T : fourgonnette lancée en 1959, identique à l'original italien Fiat 1100 T, devenu 1300T puis 1500T, elle reste en fabrication jusqu'en 1981 et a aussi été commercialisée sous le nom Zastava 412.
- Zastava 430 / 435 : fourgonnettes identiques à la Fiat 600T, construites par Zastava de 1970 à 1980.
- Zastava 850 AK / 900 T : fourgonnettes identiques aux Fiat 850T & 900T, remplaçantes de la série 430/435, produites de 1980 à 1990. De 1970 à 1990, 57 000 exemplaires de ces fourgonnettes ont été produits.
- Zastava 128 Poly: présentation du prototype de la variante pick-up de la Zastava Florida en 1995. La production en série a commencé en fin d'année 1998 et comporte 2 versions : pick-up et fourgonnette avec toit en fibre de verre baptisée "Poly". Le véhicule dispose d'une charge utile de 630 à 690 kg selon la version. Plusieurs aménagements sont proposés : fourgonnette boulangerie, ambulance, caisson réfrigéré, etc. Ils ont été produits jusqu'en 2010.
- Zastava Florida Poly: présentation du prototype de la variante pick-up de la Zastava Florida en 1995. La production en série a commencé en fin d'année 1998 et comporte 2 versions : pick-up et fourgonnette avec toit en fibre de verre baptisée "Poly". Le véhicule dispose d'une charge utile de 630 à 690 kg selon la version. Plusieurs aménagements sont proposés : fourgonnette boulangerie, ambulance, caisson réfrigéré, etc. Ils ont été produits jusqu'en 2010.
- Zastava Žezelj 1.3i : modèle très rare conçu à la fin des années 90 et fabriqué à partir de 1999 pour le transport rapide de marchandises dans les zones balnéaires. Il est construit à partir du châssis de la gamme OM Mali (OM série X) avec une carrosserie en fibre de verre. Très léger, il peut atteindre plus de 180 km/h. L'aménagement intérieur est issu de la berline Zastava 101 Skala 2e série. Il dispose du moteur Fiat 1.3 EFI de 68 ch et de nombreux composants mécaniques provenant de la Florida.

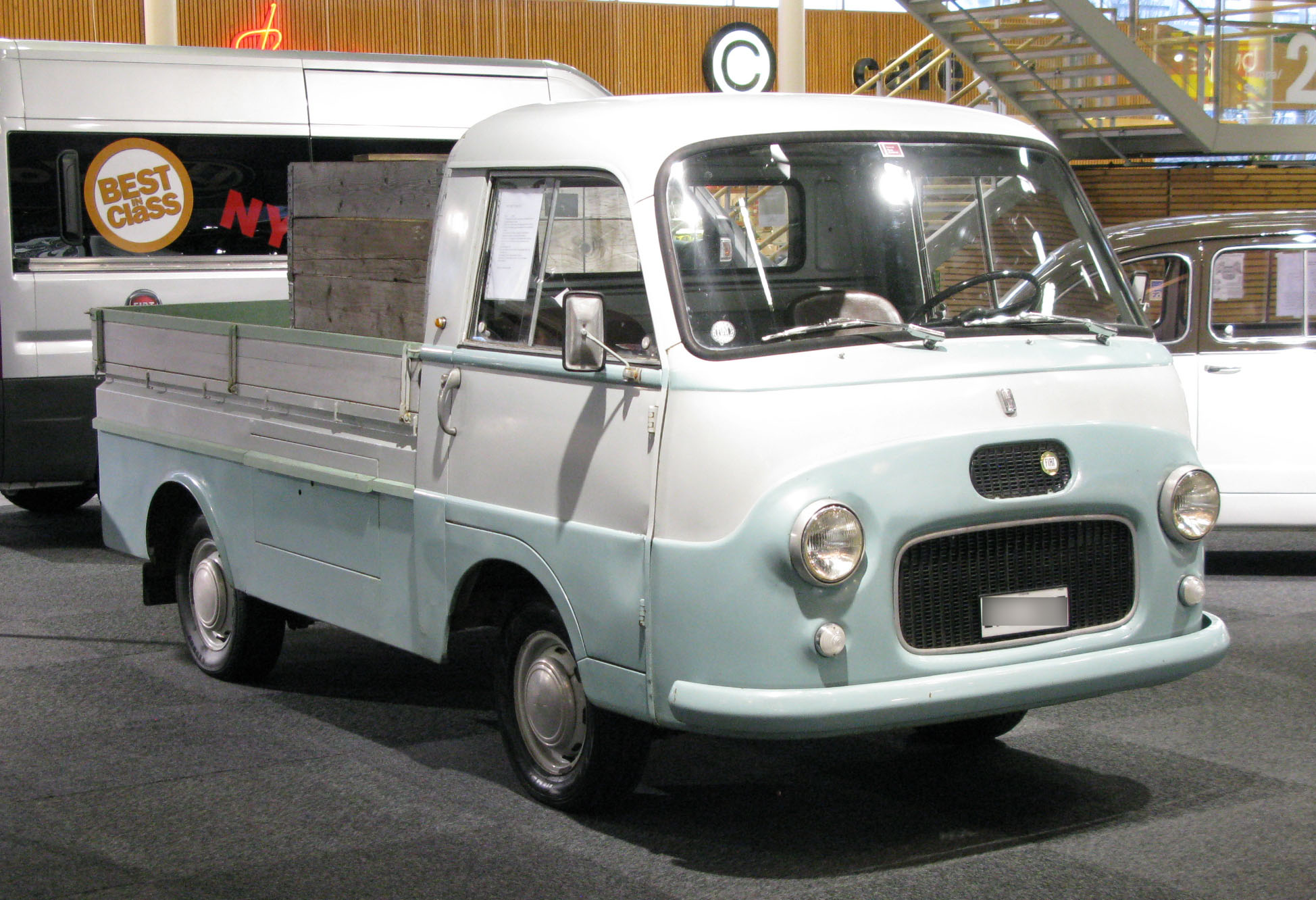
Zastava 1100/1300/1500 T
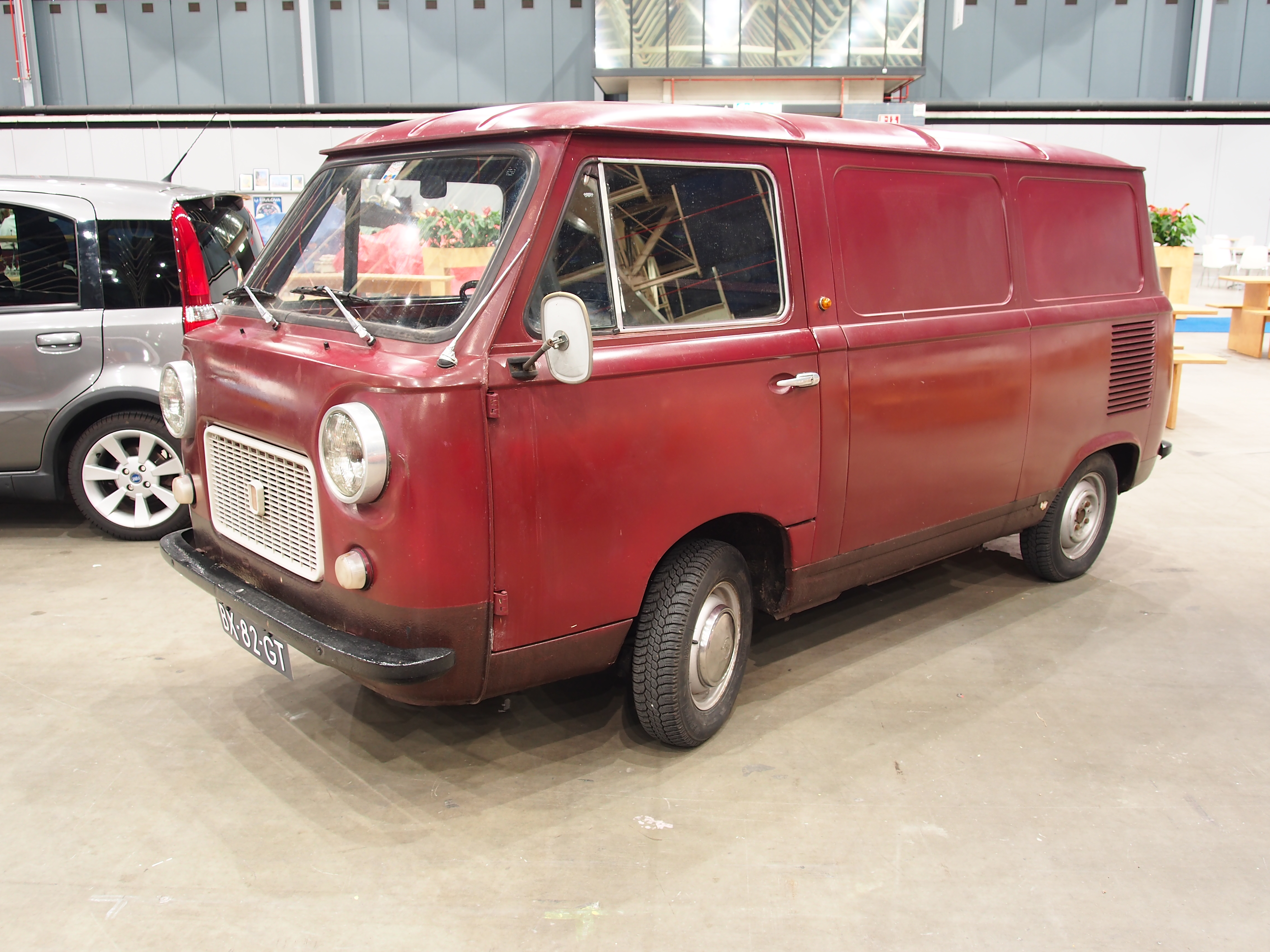
Zastava 430/435 T
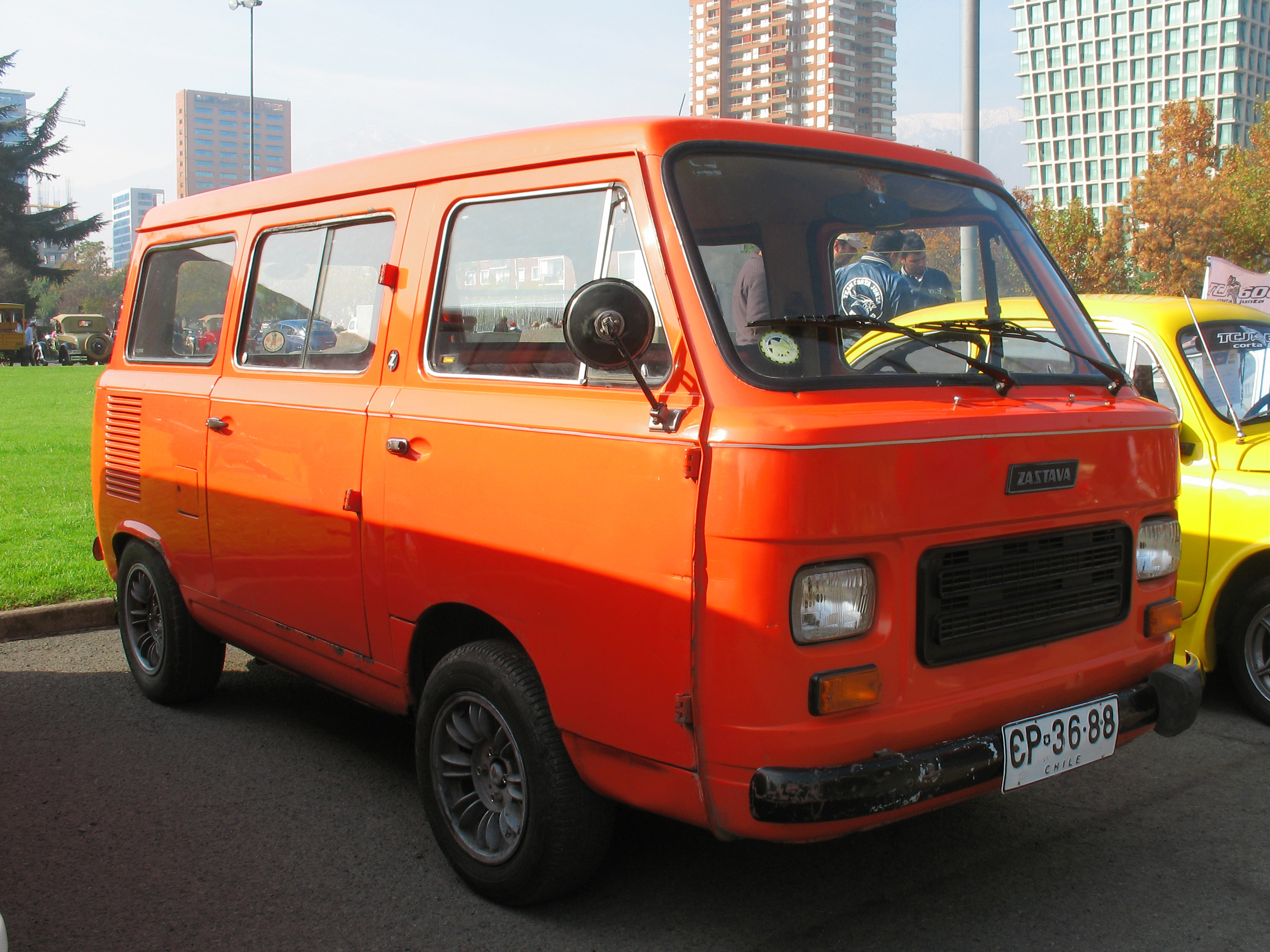
Zastava 850/900 T
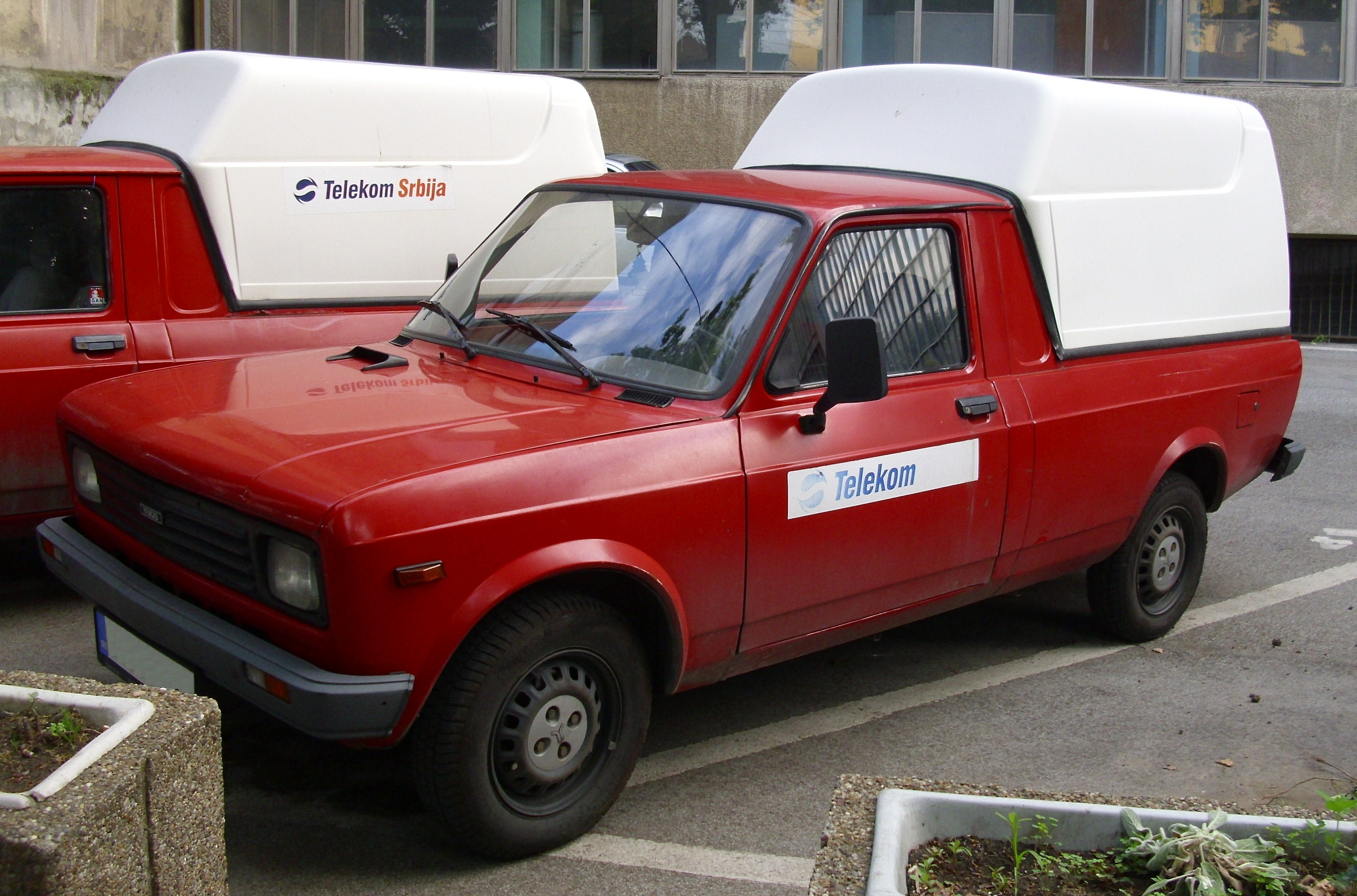
Zastava 128 Skala Poly
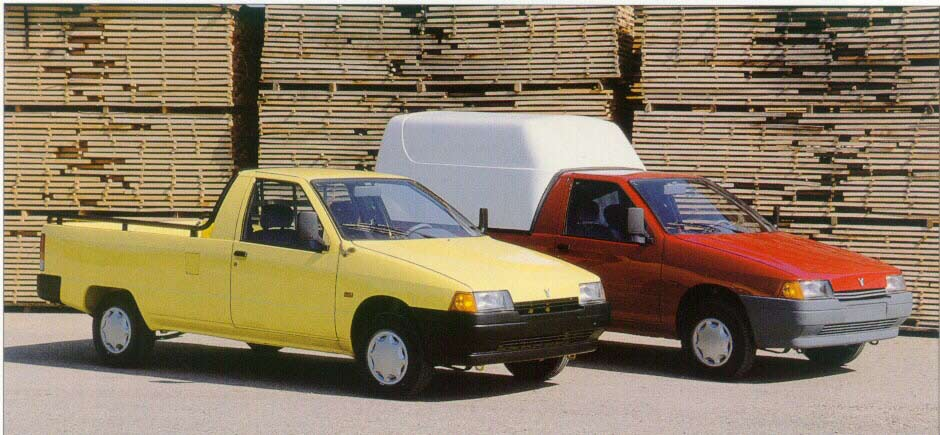
Zastava Florida pick-up & Poly

### Les camionsZastava Kamioni
- Zastava 615/620 : version locale du Fiat 615 présenté en Italie en 1952, ce petit camion de 3 & 4 tonnes a connu très rapidement un grand succès commercial. Il a été fabriqué par Zastava Kamioni, à la suite d'un accord de collaboration avec Fiat V.I. intervenu en 1957 : plus de 36 000 Zastava 615/616 ont été produits entre 1957 et 1969.
- Zastava 616 : version locale du Fiat 616 présenté en Italie en 1965, produite à partir de 1965, évolution du 615/620 équipé d'un moteur diesel plus puissant.
- Zastava 615-N/635: pour remplacer le Fiat 615, en 1969, la division Zastava Kamioni devient une société indépendante dont Fiat V.I. détient 35% du capital. Lancement de la fabrication de modèles dérivés des OM surrenommés Zastava OM Mali.
- Zastava 640, version locale des Fiat-OM série « S » produits à partir du 5 août 1978 dont Zastava vient d'obtenir la licence.
- Zastava 645: version locale des Fiat-OM série « Z » "Zeta".
- Zastava Rival : Fiat V.I. accorde la licence de fabrication de son succès mondial le Fiat Daily, avec une contrepartie: IVECO, filiale de Fiat, monte à 42 % du capital du constructeur Zastava Kamioni, et investit les capitaux nécessaires pour moderniser l'usine et y construire d'autres modèles de moyen tonnage de sa gamme italienne.
- Zastava EuroZeta : version locale de l'IVECO TurboZeta dans la version 85.17.

La production de camions par Zastava Kamioni a pris fin en 2017. La production du Turbo Rival militaire a été transférée chez Zastava Tervo, une nouvelle société d'État.

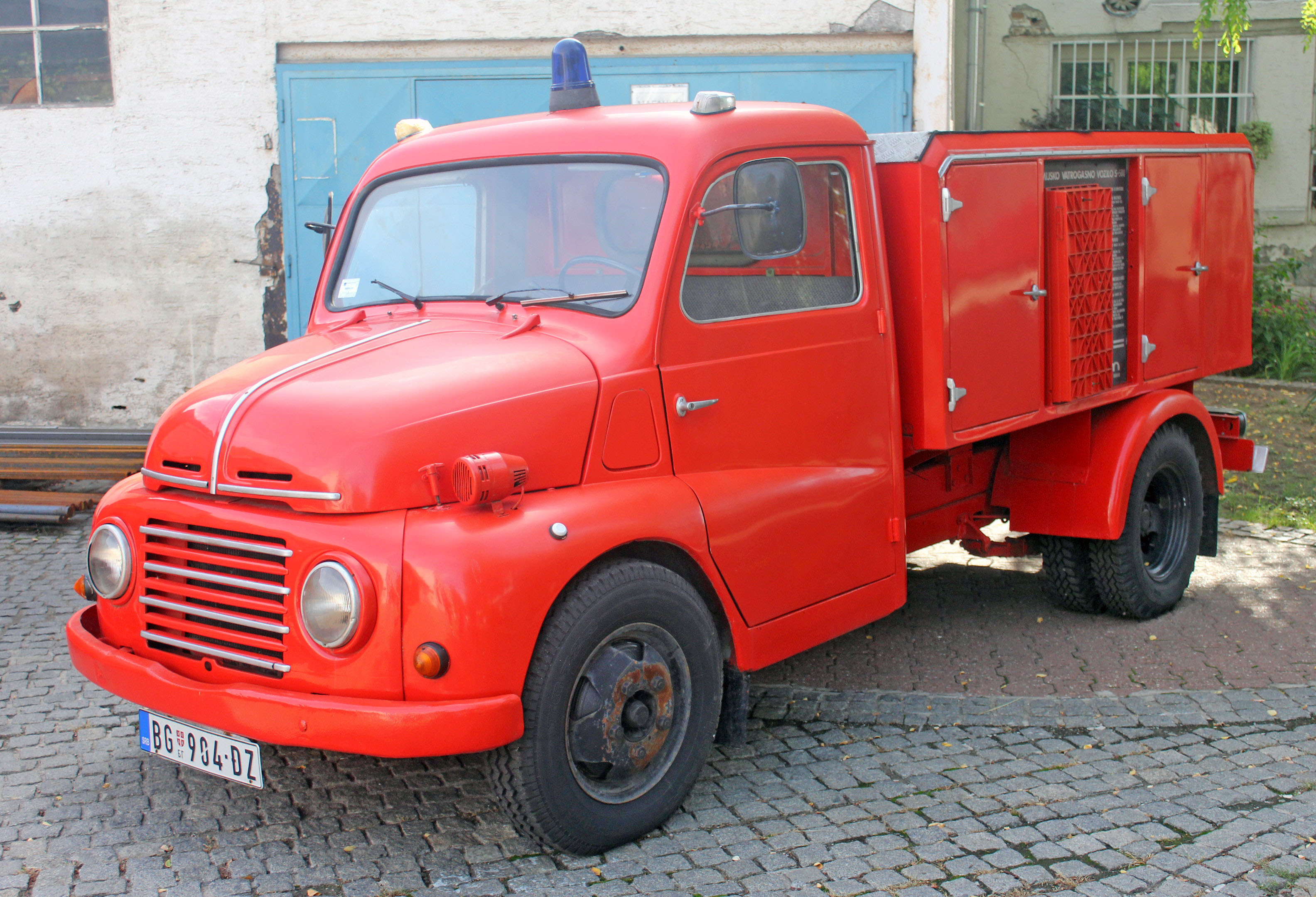
Zastava 615/616/620-B
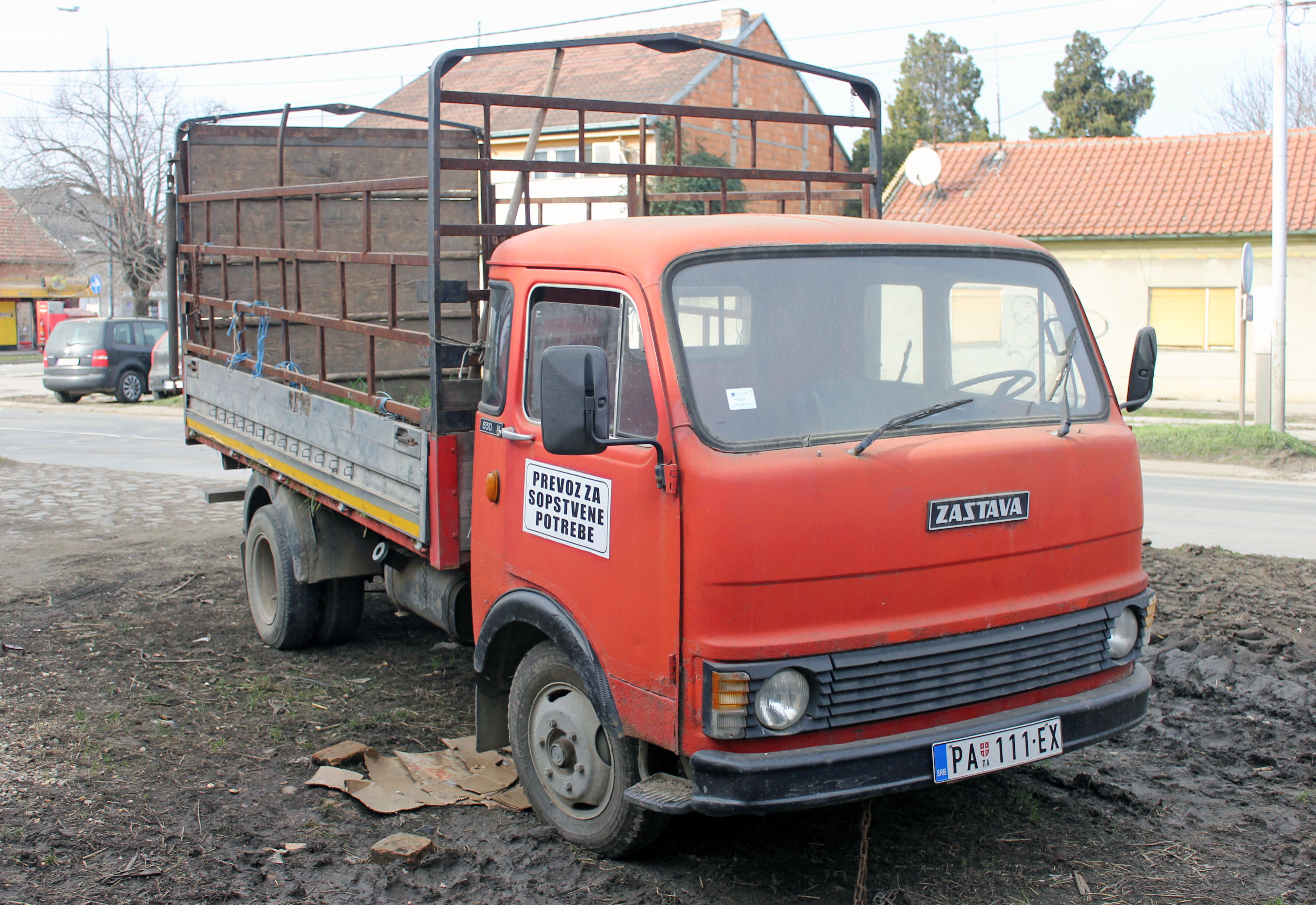
Zastava 630-N
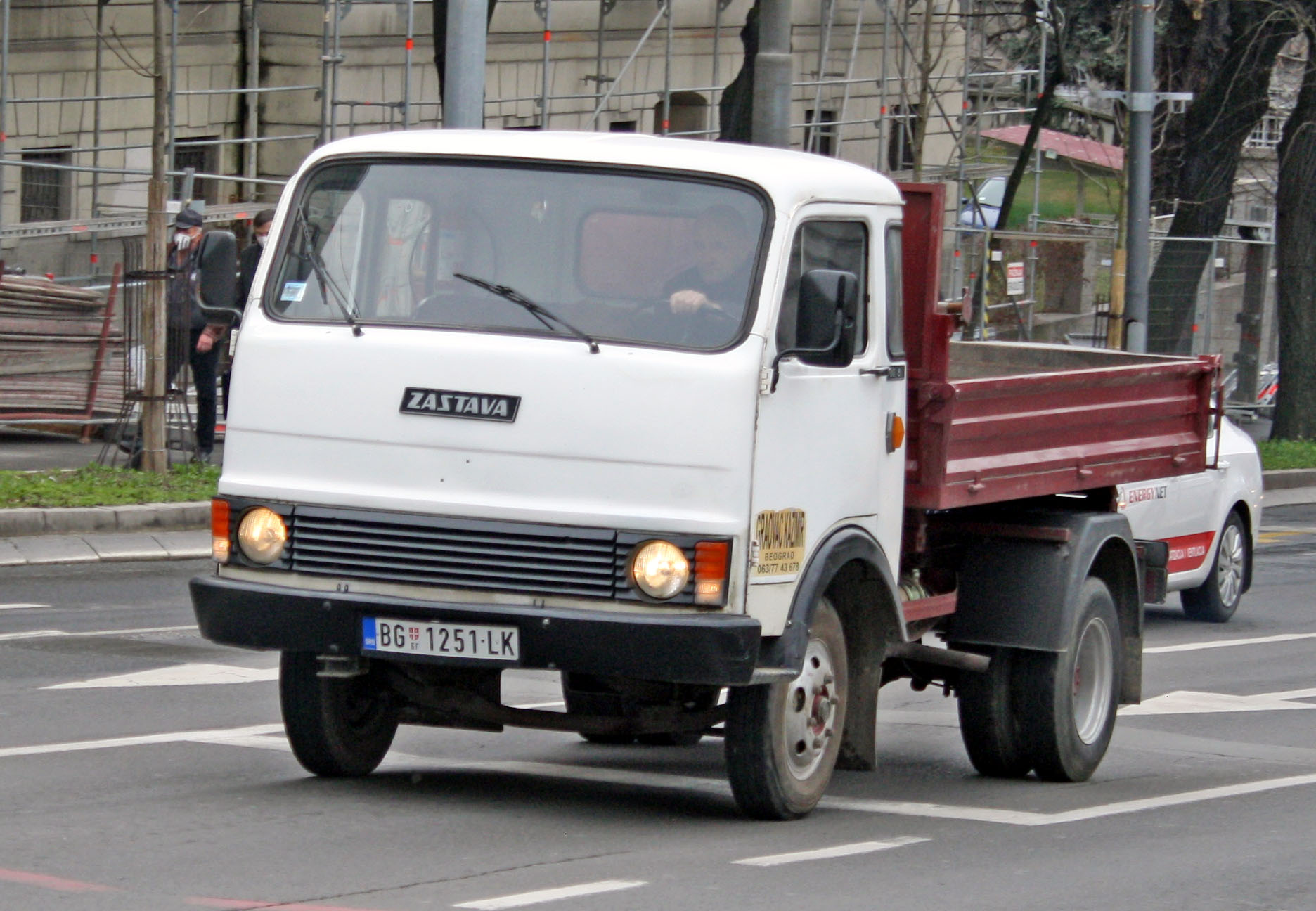
Zastava 635 "Mali OM"
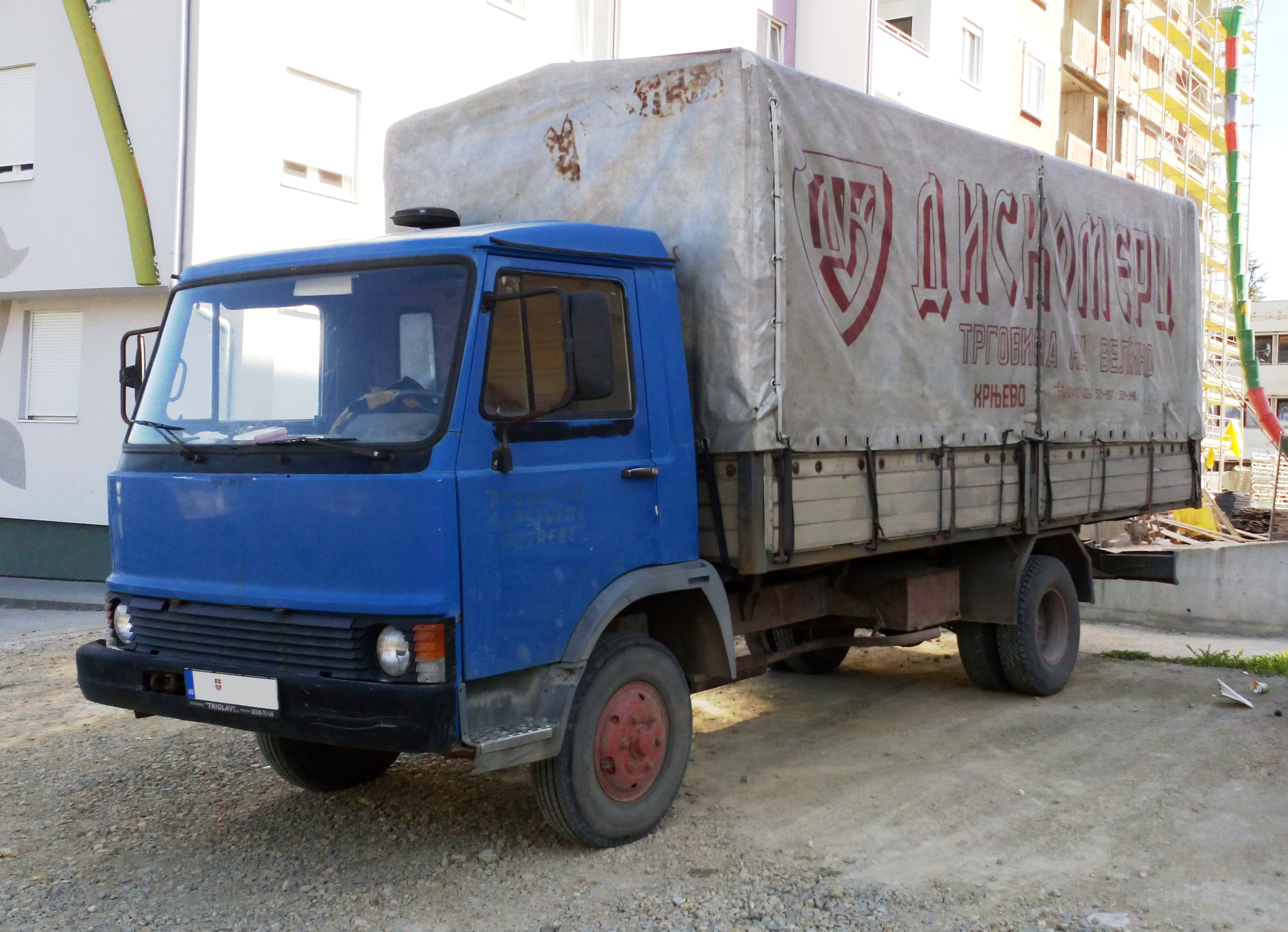
Zastava 645 "Zeta"
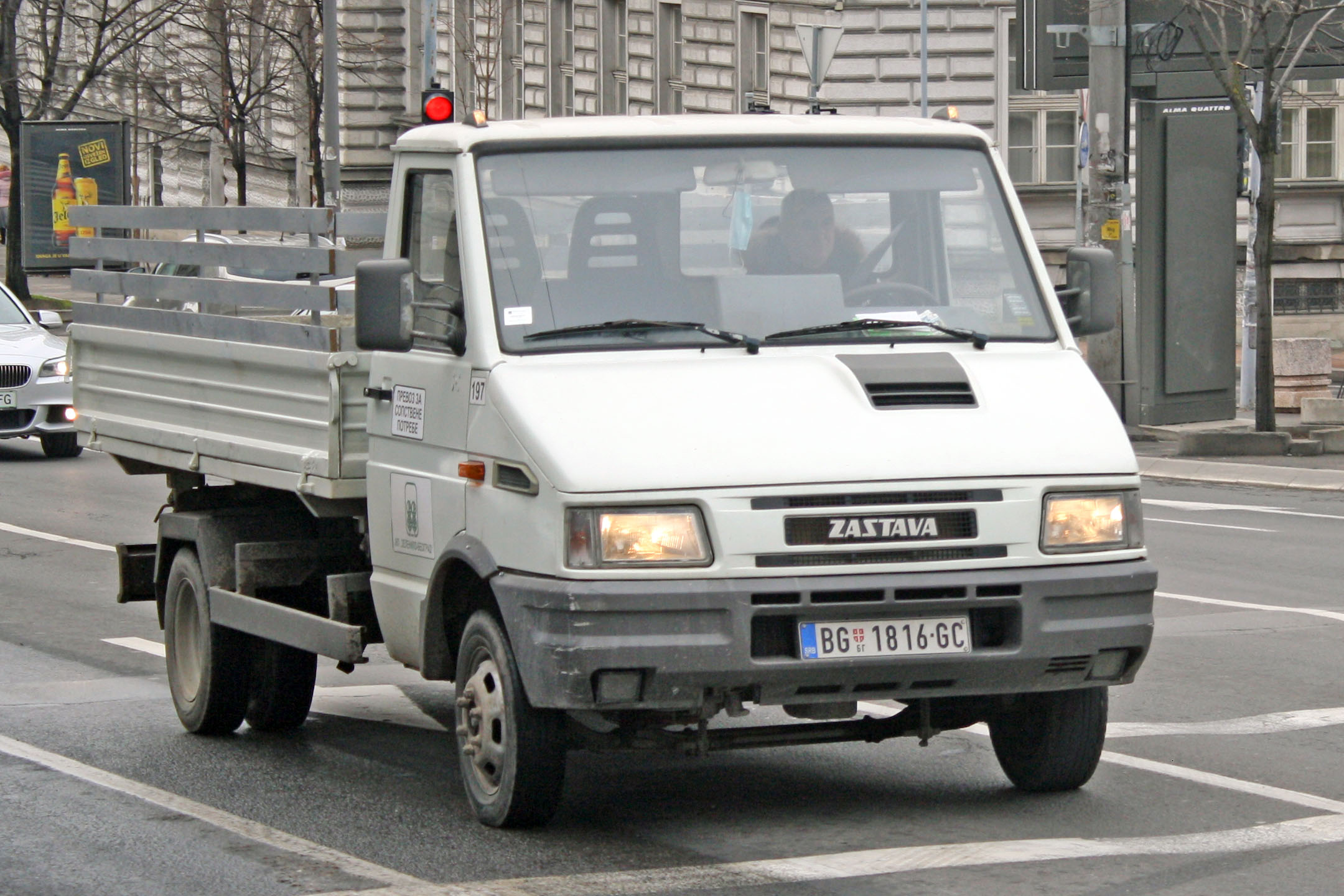
Zastava New Turbo Rival
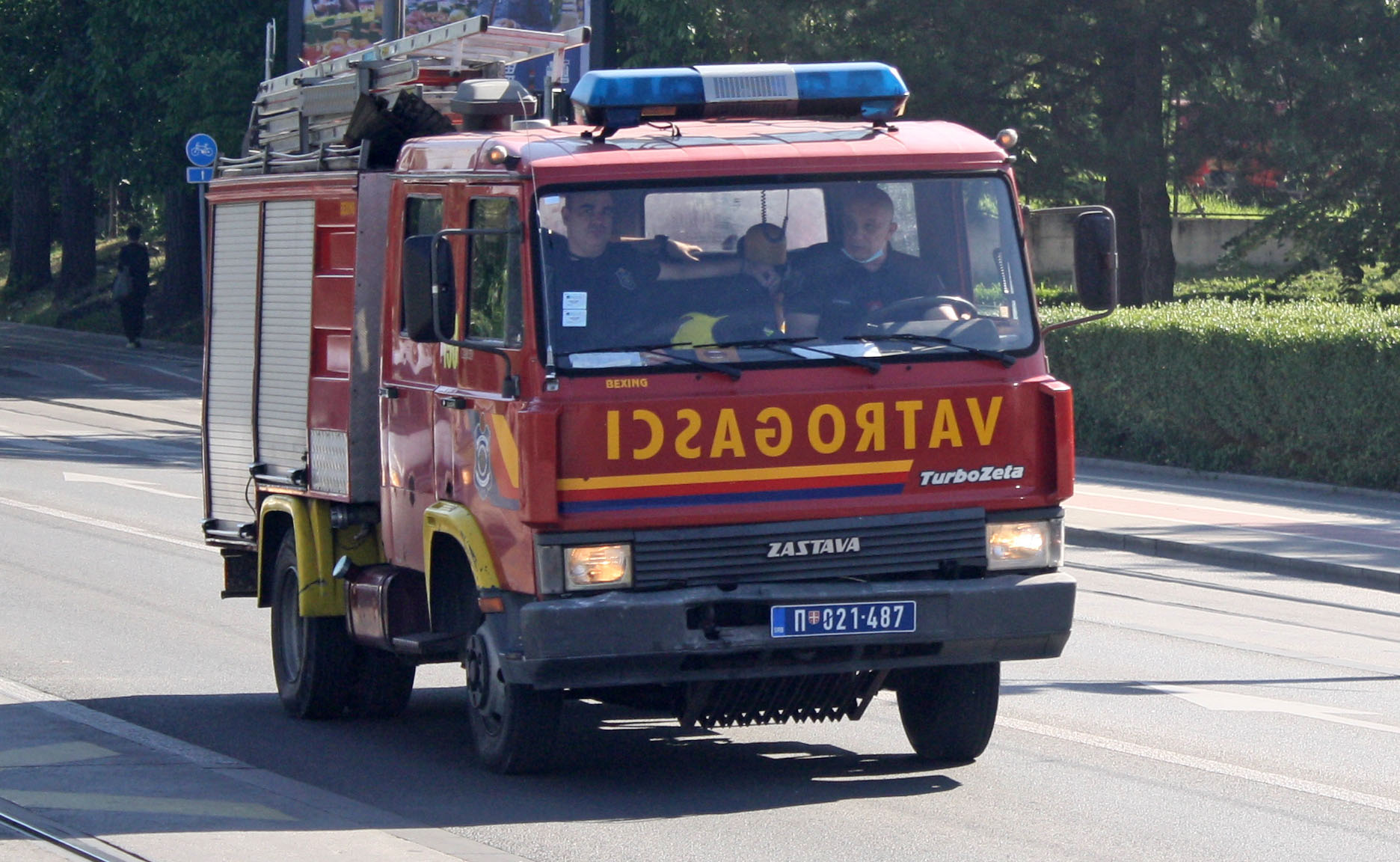
Zastava TurboZeta
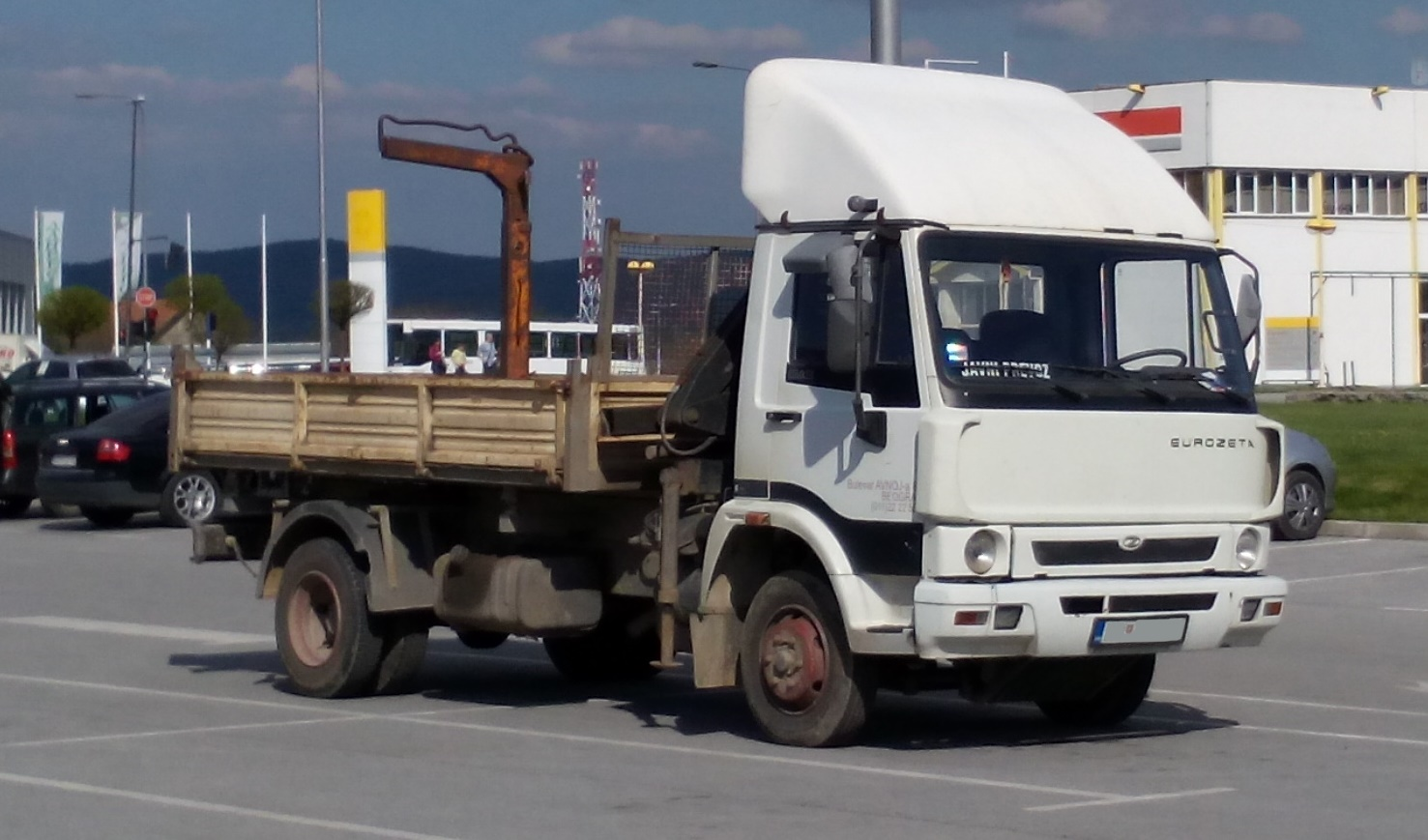
Zastava EuroZeta
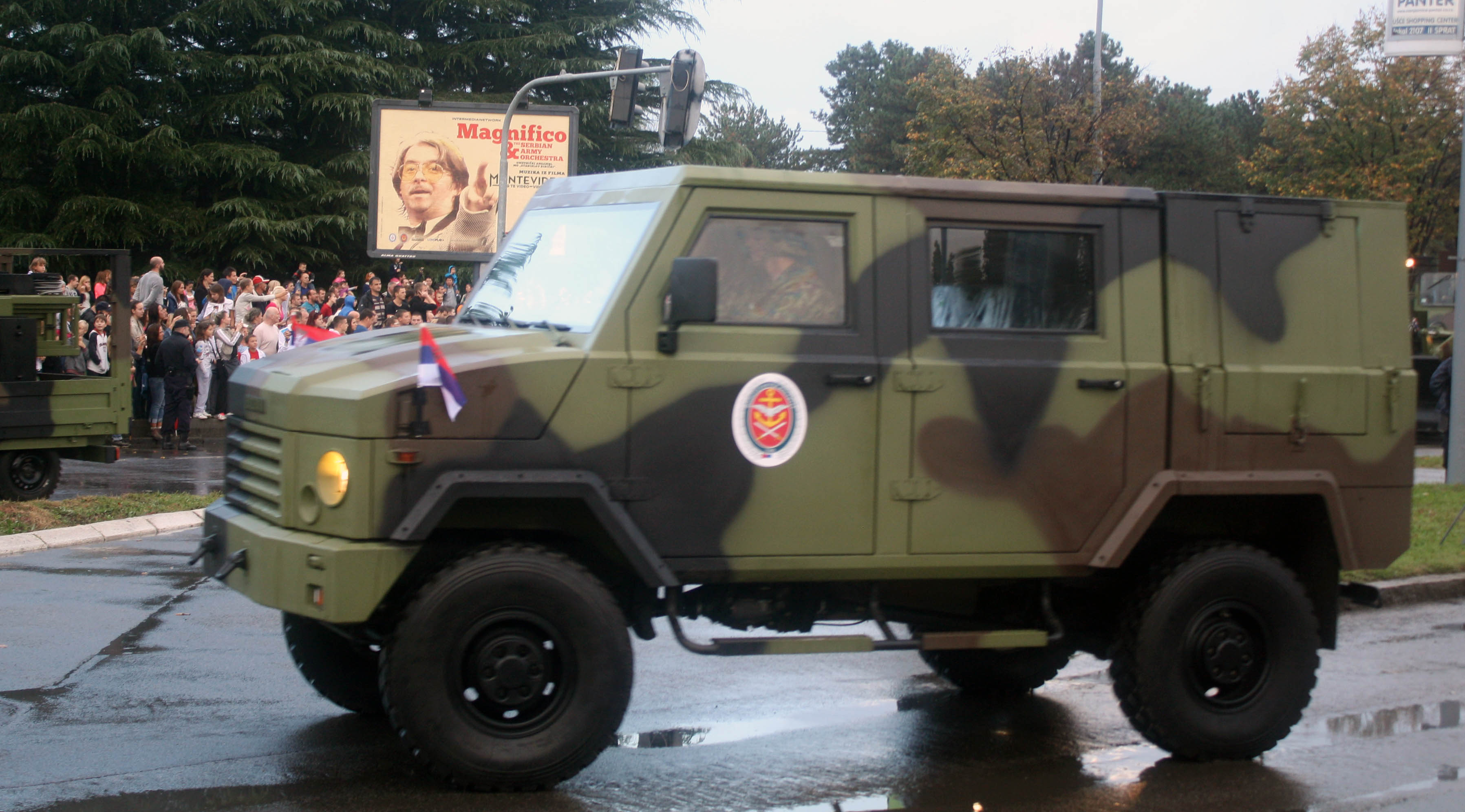
Zastava Tervo NTV

### Les autobusZastava
- Zastava 615-B : à partir de la structure du fourgon du petit camion fabriqué sous licence, Zastava a fabriqué une version minibus de 14 places pour le marché yougoslave, produite de 1964 à 1969.
- Zastava 620-B : version modernisée du minibus 615-B avec une carrosserie moderne, fabriqué de 1970 à 1979, surtout utilisé pour les transports aéroportuaires et par les hôtels.
- Zastava Neretva 16 - 18 - 23- 25 & 26P : gamme de mini et midibus comprenant des versions urbaines, interurbaines et tourisme et GT, fabriquée de 1980 à 1985,
- Zastava 635 AD : midibus urbain avec une capacité de 50 places dont 19 assises. fabriqué de 1979 à 1985.
- Zastava Rival, minibus réalisé comme le minibus Fiat Daily, sur la base du Zastava Rival,
- Zastava Turbo Rival : minibus pour services standards urbains et GT[4].
- Zastava New Turbo Rival : mini et midibus pour services urbains, interurbains et GT, construit sur la base du Zastava New Turbo Rival (IVECO Daily 3

La production des autobus par Zastava Kamioni a pris fin en 2017.

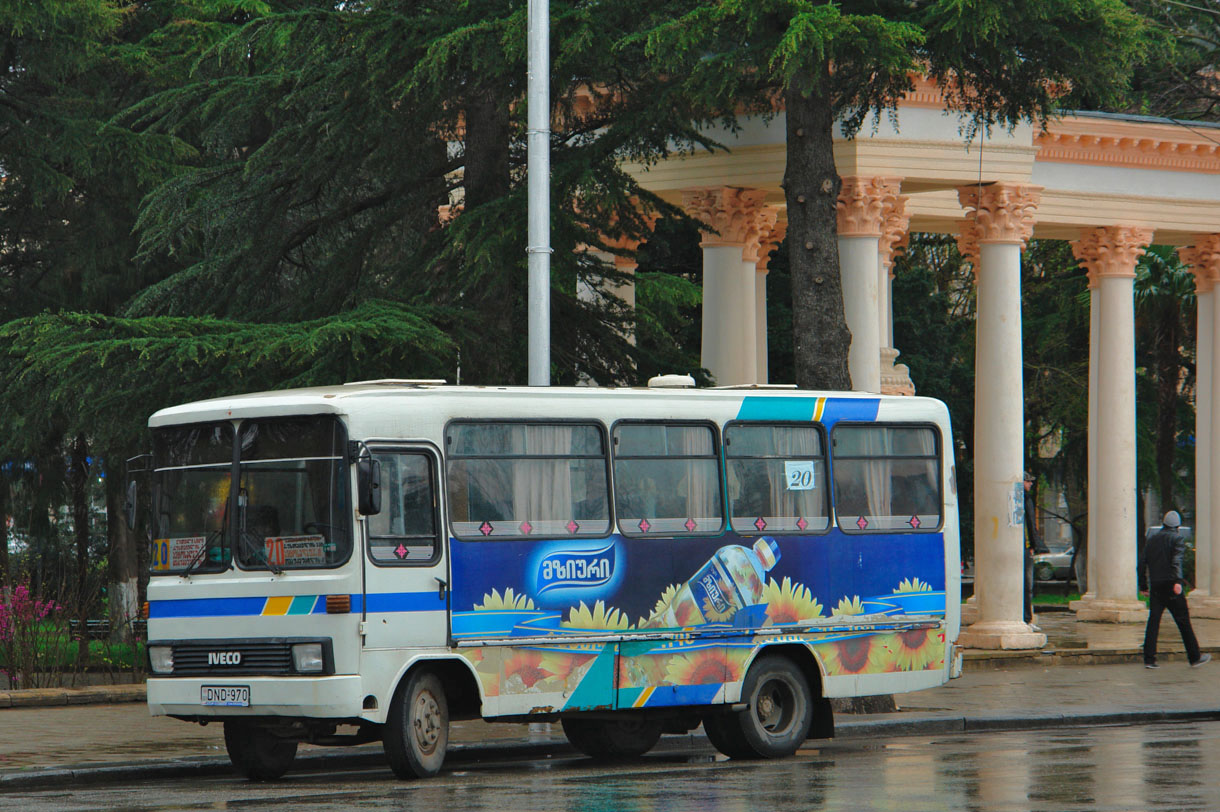
Zastava  exporté en Géorgie sous la marque IVECO
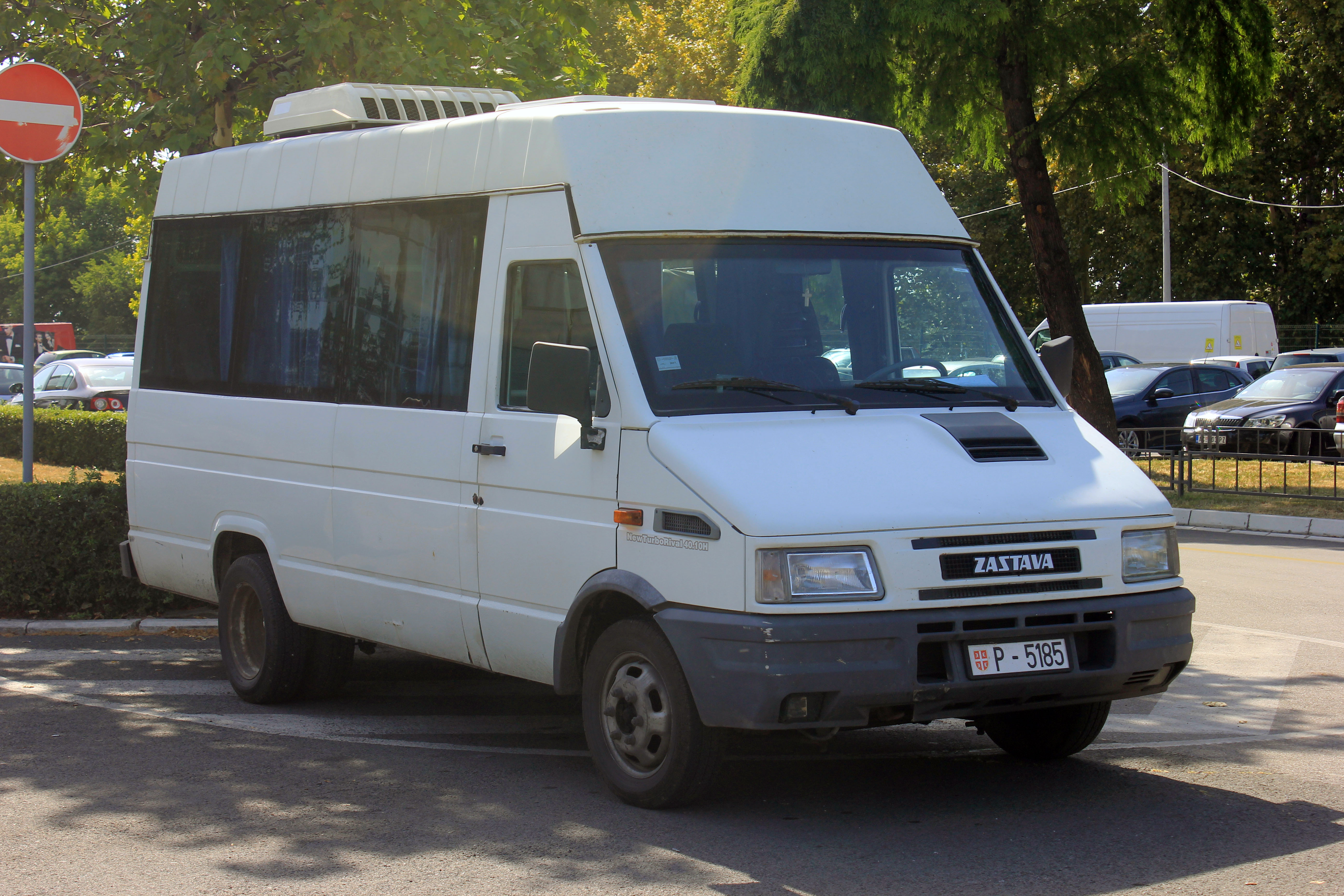
Zastava New Turbo Rival minibus